# مدينة برن القديمة
المدينة القديمة (بالألمانية: Altstadt)‏ هي مركز مدينة برن المبنية بنمط العصور الوسطى، في سويسرا. بُنيت على تلة ضيقة يحدها نهر آري من ثلاث جهات، وقد ظل تخطيطها المدمج دون تغيير جوهري منذ بنائها خلال القرن الثاني عشر حتى القرن الخامس عشر. على الرغم من حريق كبير في عام 1405، وبعد ذلك أعيد بناء جزء كبير من المدينة بالحجر الرملي، وجهود بناء كبيرة في القرن الثامن عشر، احتفظت مدينة برن القديمة بطابع العصور الوسطى.
تعد المدينة القديمة موطنًا لأطول وزير في سويسرا بالإضافة إلى كنائس وجسور أخرى ومجموعة كبيرة من نوافير عصر النهضة. بالإضافة إلى العديد من المباني التاريخية، توجد أيضًا مقاعد الحكومة الفيدرالية والكانتونية والبلدية في المدينة القديمة. وهي ضمن قائمة اليونسكو الثقافية للتراث العالمي منذ عام 1983 بسبب الأساسية المدمجة وسليمة عموما في القرون الوسطى ومثال ممتاز لإدماج العالم الحديث مع مدينة من القرون الوسطى. صُنفت العديد من المباني في المدينة القديمة كممتلكات ثقافية سويسرية ذات أهمية وطنية، بالإضافة إلى المدينة القديمة بأكملها.

## التاريخ

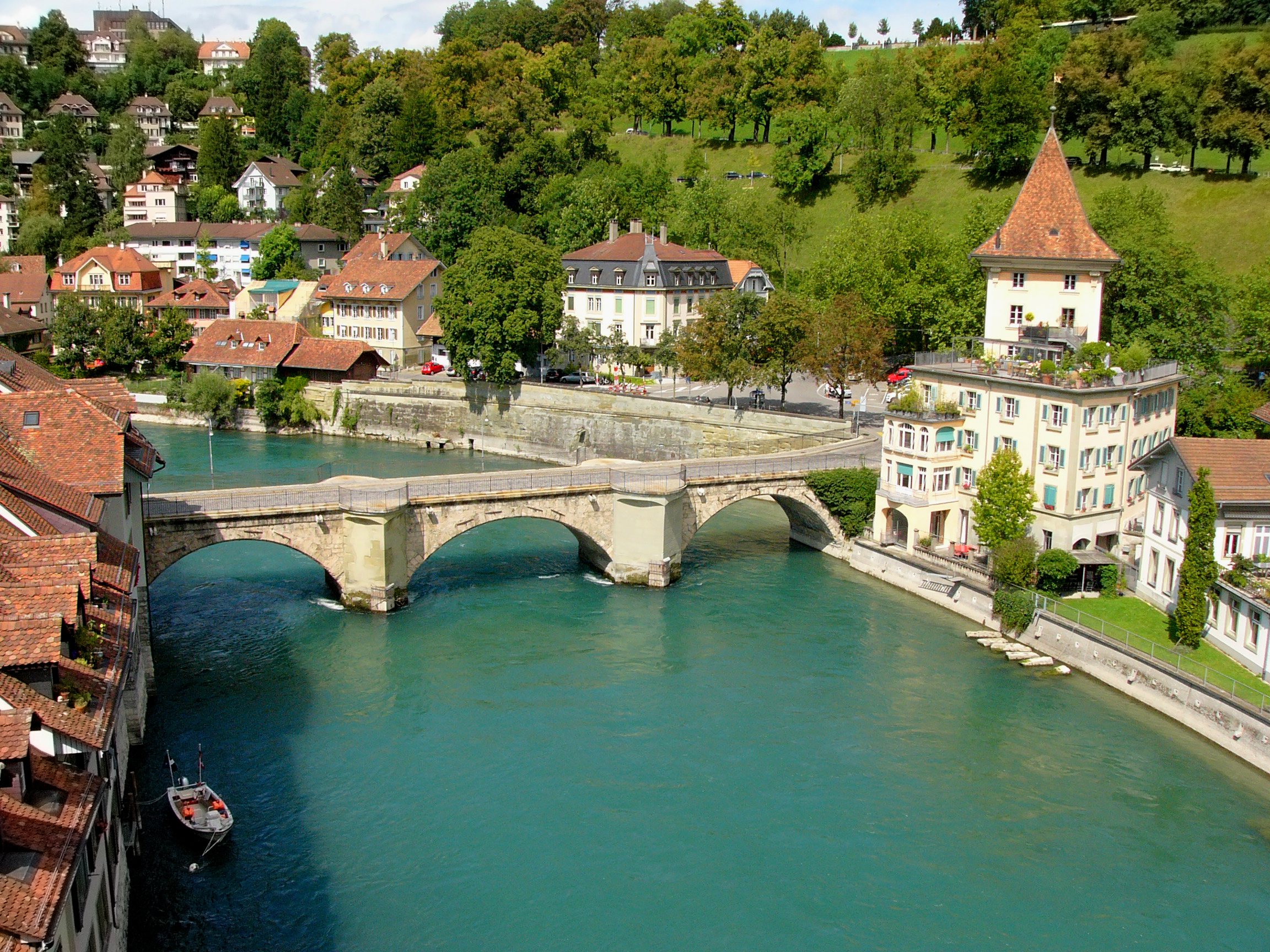
يلتف الآر حول مدينة برن القديمة، في الصورة هنا هو الجسر الحجري القديم في نيديج

تعود أقدم المستوطنات في وادي الآر إلى العصر الحجري الحديث. خلال القرن الثاني قبل الميلاد، استوطن الهلفتيون [الإنجليزية] الوادي. بعد الفتح الروماني لهلفيتيا، أنشئت مستوطنة رومانية صغيرة بالقرب من المدينة القديمة. تم التخلي عن هذه المستوطنة خلال القرن الثاني الميلادي. ظلت المنطقة قليلة الاستقرار منذ ذلك الوقت وحتى تأسيس برن.

## التأسيس
بدأ تاريخ مدينة برن الحقيقية بتأسيسها على يد الدوق بيرشتولد الخامس من أسرة زاهرينجن في عام 1191. تقول الأسطورة المحلية أن الدوق تعهد بتسمية المدينة على اسم أول حيوان قابله أثناء الصيد، والذي تبين أنه دب. يأتي اسم المدينة (بيرن يمكن أن يرمز إلى Bär (e) n bears) ووحشها الشائع، من هذه الأسطورة. في ذلك الوقت، كان جزء كبير من سويسرا اليوم (التي كانت تُعتبر آنذاك جزءًا من جنوب بورغوندي) تحت سلطة بيت زاهرنغن. زعماء زرينجر، على الرغم من عدم وجود دوقية فعلية خاصة بهم، تم تسميتهم دوقًا بمرسوم من الملك الألماني ومارسوا سلطة إمبراطورية جنوب نهر الراين. لتأسيس موقعهم هناك، أسسوا أو وسعوا العديد من المستوطنات، بما في ذلك فريبورغ (في 1157)، بيرن، بورغدورف ومورات.
كانت المنطقة التي اختارها بيرشتولد الثاني عبارة عن شبه جزيرة جبلية يحدها Aare من ثلاث جهات. جعل هذا الموقع من السهل الدفاع عن المدينة وأثر على التطور اللاحق للمدينة. جعل شكل شبه الجزيرة الطويل والضيق المدينة تتطور كعدة صفوف طويلة ومتوازية من المنازل. تطورت الشوارع المتقاطعة الرئيسية الوحيدة (باتجاه الشمال والجنوب) على طول أسوار المدينة، والتي تم نقلها للسماح للمدينة بالتوسع. لذلك، تشير الشوارع المتقاطعة إلى مراحل التطور في مدينة برن القديمة.
في الطرف الشرقي من شبه الجزيرة، أسس بيرشتولد الرابع حصنًا صغيرًا، يُدعى قلعة نيدج، في النصف الثاني من القرن الثاني عشر. إما عند بناء الحصن أو في عام 1191، أُنشئت مدينة برن حول الطرف الشرقي لشبه الجزيرة.

## التوسع الأول - 1191
حدث التوسع الأول لبرن عندما تأسست المدينة. على الأرجح، بدأت المدينة الأولى في قلعة نيدج ووصلت إلى زيتغلوغ (الألمانية السويسرية: برج الساعة). تم تقسيم المدينة بثلاثة شوارع طولية تمتد من القلعة إلى سور المدينة. كان كل من موقع كنيسة المدينة وشكل الأفاريز نموذجيين لمدينة زرينجر.

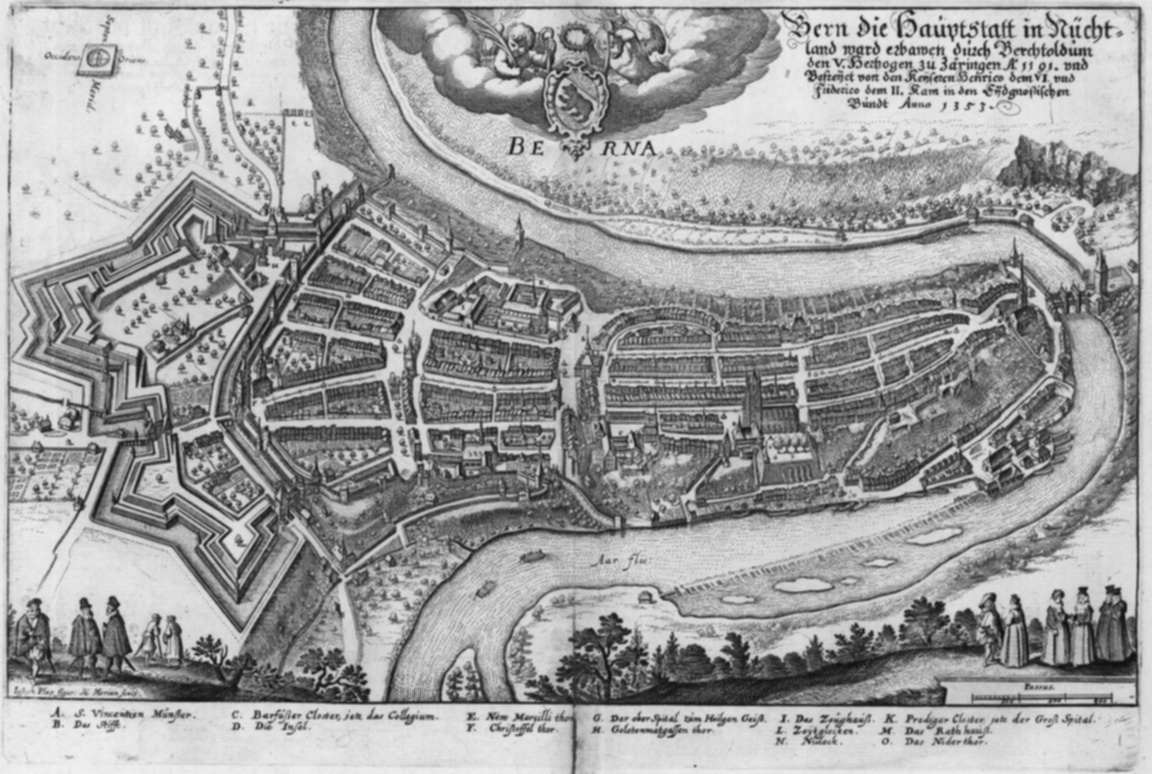
خريطة للمدينة من عام 1638 تُظهر المدينة القديمة بالإضافة إلى التحصينات الدفاعية اللاحقة إلى الغرب.

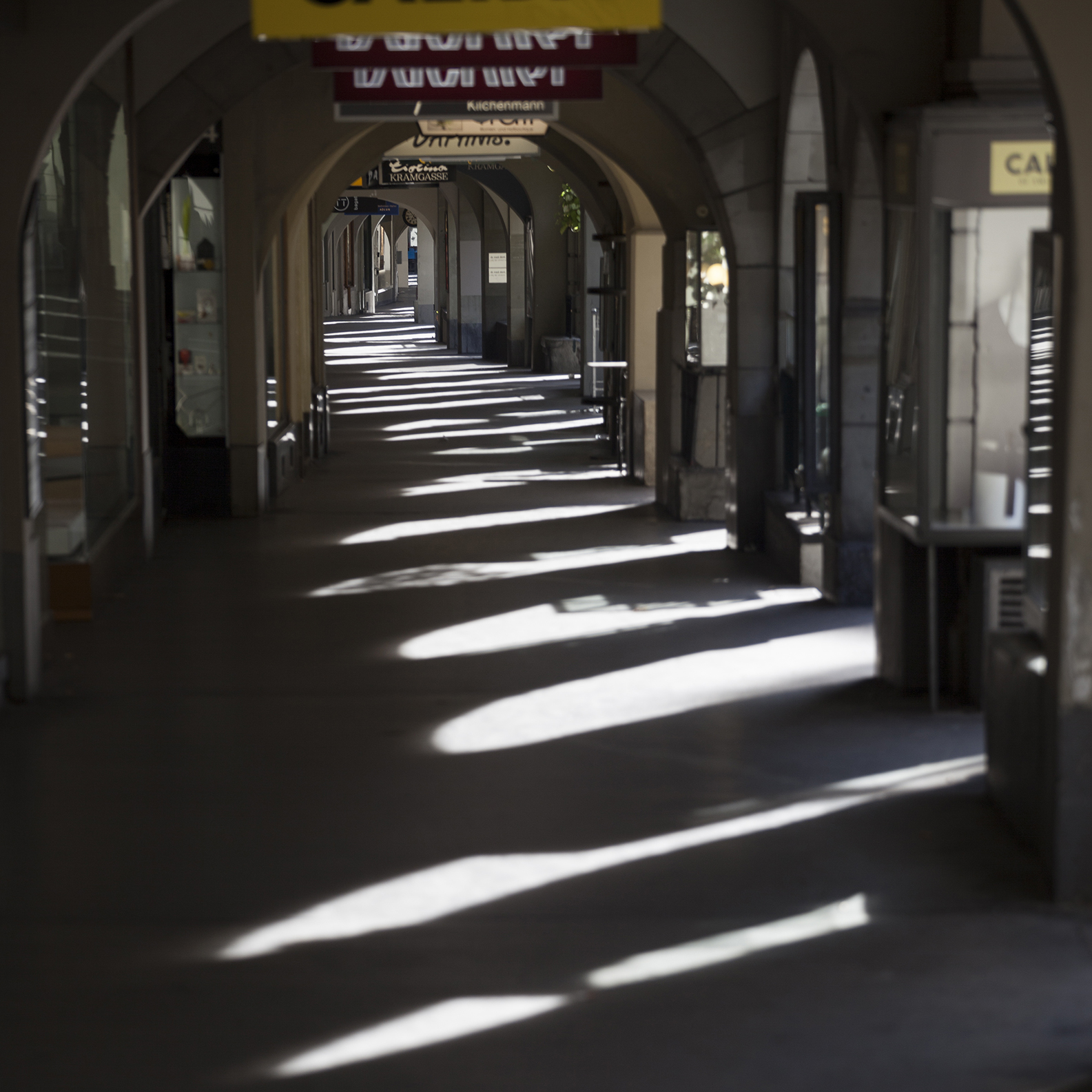
رواق في البلدة القديمة في برن

خلال النصف الأول من القرن الثالث عشر تم إضافة شارعين إضافيين (برونغاسه و هيرينغاسه). كان برونغاسه شارعًا نصف دائري على الطرف الشمالي للمدينة، بينما كان هيرينغاسه على الجانب الجنوبي من المدينة. بُني جسر خشبي فوق نهر الآر مما سمح بزيادة التجارة والحد من المستوطنات على الضفة الشرقية للنهر.

## التوسع الثاني - 1255 إلى 1260
خلال النصف الثاني من القرن الثالث عشر، عُزز الأساس المحاذي للنهر لقلعة نيدج ورُبطت بسور غربي جديد للمدينة. أُضيف هذا الجدار لحماية الشوارع الأربعة، المعروفة باسم نيو ستي أو سافوي ستي، التي ظهرت خارج زايتغلوغ. تضمن الجدار الغربي الجديد بوابة تعرف باسم كافيغتورم (ألمانية: برج السجن).
دُمرت قلعة نيدج حوالي سنة 1268، وتوسعت المدينة إلى المنطقة التي كانت تحتلها القلعة سابقًا. في الجزء الجنوبي الشرقي من شبه الجزيرة أسفل التل الرئيسي الذي احتلته بقية المدينة القديمة، نشأ قسم يعرف باسم ما.

## التوسع الثالث - 1344 إلى 1346
ظلت منطقة كافيجتورم لمدة قرن من الزمان هي الحدود الغربية لبرن. ومع ذلك، مع نمو المدينة، بدأ الناس في الاستقرار خارج أسوار المدينة. في عام 1344 بدأت المدينة في بناء جدار ثالث لحماية السكان المتزايدين. بحلول عام 1346، أكمل المشروع وحُميت ستة شوارع جديدة بجدار كريستوفيلتورم [الإنجليزية] (بالألمانية: برج سانت كريستوفر). بقيت كنيسة كريستوفيلتورم على الحدود الغربية لبرن حتى القرن التاسع عشر. للفترة من 1622 إلى 1634 أُضيفت سلسلة من الجدران الدفاعية والنقاط القوية خارج كريستوفيلتورم. هذه الجدران الدفاعية، والمعروفة باسم غروس شانز وكلين شانز (معاقل كبيرة وصغيرة على التوالي) وكذلك سكانزنغرابين (معقل حفرة أو خندق)، لم تكن تستخدم كمساحة للعيش في المدينة، على الرغم استخدمت سكانزنغرابين لبعض الوقت ل بيت برنغرابين.

## حريق كبير عام 1405
أدرجت برن في مواقع التراث العالمي لليونسكو بسبب «مفهوم تخطيط متماسك بشكل استثنائي» ولأن «مدينة القرون الوسطى احتفظت بطابعها الأصلي». تدين برن بمفهوم التخطيط المتماسك وأروقتها الشهيرة إلى كارثة. في عام 1405، اندلع حريق في برن، وكان معظمها من المباني الخشبية في ذلك الوقت. اندلعت النيران في أنحاء المدينة ودمرت معظم المباني في المدينة. في أعقاب هذه الكارثة، أعيد بناء المدينة بجميع بيوتها بالحجر مما يماثل أنماط العصور الوسطى. أضيفت الأروقة طوال القرن الخامس عشر حيث توسعت المنازل في الطوابق العليا إلى الشارع. خلال القرون الثلاثة التالية تم تعديل المنازل، لكن العناصر الأساسية (البناء الحجري، الأروقة) بقيت.
في القرن السادس عشر، عندما أصبحت برن دولة مدينة قوية وغنية، أُضيفت النوافير العامة إلى برن. ويعلو عدد من النوافير تماثيل استعادية كبيرة، لا يزال أحد عشر منها مرئيًا في المدينة. عملت النوافير على إظهار قوة وثروة المدينة، بالإضافة إلى توفير المياه العذبة لمواطني المدينة. بشكل عام، ظلت المدينة دون تغيير تقريبًا خلال القرنين التاليين.

## توسع وتدمير كرستوفلتورم
بحلول أوائل القرن التاسع عشر، توسعت برن بقدر ما تستطيع داخل أسوار المدينة القديمة. كان عدد متزايد من الناس يعيشون خارج أسوار المدينة في المجتمعات المجاورة. طوال القرن التاسع عشر، نشأت هذه الحلقة من المدن الحديثة حول المدينة القديمة دون إجبارها على هدم قلب المدينة في العصور الوسطى. ومع ذلك، أدى النمو حول المدينة القديمة إلى العديد من المشاريع.
داخل مدينة برن القديمة، تم تجديد العديد من المباني الحجرية القديمة دون تغيير المظهر الخارجي. تم الانتهاء أخيرًا من بناء برج الجرس في مونستر (الألمانية: وزير أو كاتدرائية)، مما يجعلها أطول كنيسة في سويسرا. تم بناء جسر جديد عبر Aare في نايدغ في 1842 إلى 1844. كان الجسر الجديد أكبر من الجسر القديم، الذي لا يزال قائمًا، المسمى انترتروبروك، والذي تم بناؤه في الفترة من 1461 إلى 1487.
كان أحد أكبر المشاريع هو التدمير المقترح لكريستوفيلتورم لفتح الطرف الغربي للمدينة. بعد تصويت وثيق للغاية، تم اتخاذ قرار إزالة كرستوفلتورم وسور المدينة في 15 ديسمبر 1864. في ربيع العام التالي، قاد غوتليب أوت الفريق الذي أزال البرج. حاليًا، الموقع السابق لـ كرستوفلتورم هو تقاطع طريق كبير ومحطة حافلات رئيسية ومحطة قطار مركزية.

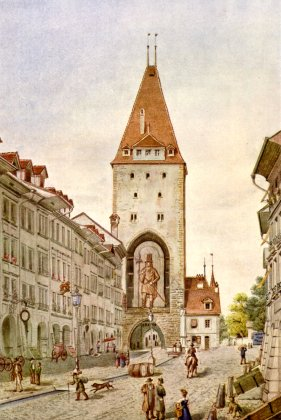
كريستوفيلتورم حوالي 5 سنوات قبل إزالته

## العاصمة الفدرالية في القرن العشرين
بعد حربسوندرباند (بالألمانية: حرب التحالف المنفصلة) في عام 1847، أنشأت سويسرا دستورًا فيدراليًا وتم اختيار برن كعاصمة للدولة الفيدرالية الجديدة. قوبل التصويت لجعل برن المدينة الفيدرالية بحماس ضئيل (419 مقابل 313 صوتًا) في برن بسبب المخاوف بشأن التكلفة. شُيدَ أول مبنى بوندسراثهاوس أو مبنى البرلمان في 1852-1857 بواسطة مدينة برن بأسلوب عصر النهضة الجديد. بُنيت الصورة المعكوسة بوندسهاوس أوست (المبنى الفيدرالي الشرقي) في 1884-1892. ثم في 1894-1902 بُني Parlamentsgebäude أو مبنى البرلمان بين المبنيين الآخرين. تمثل مباني البرلمان الثلاثة غالبية المباني الفيدرالية الجديدة في المدينة القديمة. وضعت معظم المباني الأخرى التي تأتي مع العاصمة الوطنية خارج المدينة القديمة أو دُمجت في المباني القائمة.
لعدة قرون، كانت منطقة بارينغرابين الشهيرة (بالألمانية: Bear Pits) موجودة في المدينة القديمة. وفقًا لمؤرخ بيرنيز فاليريوس أنشيلم، أُبقيت الدببة الأولى في بارينبلاتز (بالألمانية: ساحة الدببة) في عام 1513. ثم نقلوا من برنبلاتيس الحديث إلى سكانزنغرابين بالقرب من كرستوفلتورم السابق في عام 1764. ومع ذلك، بقيت الدببة في البلدة القديمة حتى أجبرهم توسع العاصمة الجديدة على الخروج. نُقل الدببة و برنغرابين من البلدة القديمة عبر آر في 27 مايو 1857.
في القرن العشرين، كان على برن أن تتعامل مع دمج العالم الحديث في مدينة من القرون الوسطى. أصبحت الساحة حيث كان كرستوفلتورم محطة حافلات مركزية للمدينة. بنيت محطة القطار الرئيسية تحت الساحة، وتضم في الواقع بعض الأساسات من كرستوفلتورم والجدار في محطة القطار. ومع ذلك، كان أحد أكبر التحديات هو دمج حركة مرور السيارات في المدينة القديمة. نظرًا لعدد المباني المهمة في البلدة القديمة والموقع المركزي للمدينة القديمة، كان من المستحيل إغلاق هذه المنطقة تمامًا أمام المركبات. في حين أن بعض الشوارع ظلت مناطق للمشاة، فإن معظم الشوارع الرئيسية تحمل حافلات المدينة أو الترام أو المركبات الشخصية.

## المناطق والأحياء
قسمت المدينة القديمة تاريخيا إلى أربع فيرتيل وأربعة أرباع. كانت فيرتيل هي المناطق الإدارية الرسمية في المدينة. تم وضع هذه المنتجات لأغراض الضرائب والدفاع في القرن الثالث عشر، وتوقف استخدامها في عام 1798 بعد سقوط نظام الأتحاد السويسري القديم في برن.
كانت الأرباع ذات أهمية عملية أكبر، وهي الأحياء التقليدية الأربعة التي يتجمع فيها أشخاص من نفس المرتبة الاجتماعية والاقتصادية. ظهرت في أواخر العصور الوسطى، وتداخلت مع حدود فيرتيل ولا تزال سهلة التحديد في مشهد المدينة اليوم.
الحي المركزي والأقدم هو زرينجرشتات (مدينة زاهرنغر)، والتي تضمنت المؤسسات السياسية والاقتصادية والروحية الرئيسية في المدينة في العصور الوسطى. فصلت هذه المباني بشكل صارم: كانت المباني الرسمية تقع حول كروزغاس (Cross Alley)، وكانت المباني الكنسية تقع في مونسترغاسه (زقاق الكاتدرائية) و هيرنغاسه (زقاق اللوردات)، بينما كانت النقابات ومتاجر التجار متجمعة حول كرامغاسه (زقاق البقال) و Gerechtigkeitsgasse (زقاق العدل). جنكرنغاسه (Junker) (Lane)، الذي يوازي Gerechtigkeitsgasse، كان يُعرف في الأصل باسم Kilchgasse (الكنيسة لين) ولكن أُعيدت تسميته بسبب عدد النبلاء أو النبلاء غير المعتمدين الذين عاشوا في الجانب الجنوبي من شبه الجزيرة.
ثاني أقدم حي، أنير نويشتات (المدينة الجديدة الداخلية)، بُني خلال أول توسع غربي للمدينة في عام 1255، بين أول جدار غربي يحرسه برج زيتغلوغ والجدار الثاني، الذي يحرسه كافيغتورم. ميزتها المركزية هي ماركتغاسه العريض (زقاق السوق).
يقع نايدغلستالدن و ماتيهكارتير معًا في الشمال الشرقي والجنوب الشرقي لشبه جزيرة آر، ويشكلان معًا أصغر أحياء برن في العصور الوسطى.سادت ورش العمل والنشاط التجاري في هذا المجال، وتحكي مصادر العصور الوسطى عن العديد من الشكاوى حول ضوضاء الآلات والعربات والتجارة المستمرة والمدمرة للأعصاب على ما يبدو. تتميز منطقة مات على ضفاف النهر بثلاث قنوات اصطناعية، حُولت خلالها مياه آري لتشغيل ثلاث طواحين مائية مملوكة للمدينة بُنيت عام 1360. في أوائل القرن العشرين، بُنيت محطة صغيرة لتوليد الطاقة الكهرومائية في ذلك الموقع. في مكان قريب، سمح شيفلاند المزدحم (مكان هبوط السفينة) بإعادة شحن البضائع المنقولة بالقوارب لأعلى وأسفل النهر.
بُني آخر حي وهو أوسير نويشتات (المدينة الجديدة الخارجية)، والذي أضاف طبقة ثالثة وأخيرة إلى دفاعات برن ابتداءً من عام 1343. هُدمت كل هذه الجدران والبوابات وأعمال الحفر في القرن التاسع عشر، وانتهت بتدمير أكبر أبراج حراسة في برن، وهو كريستوفيلتورم. كانت الشوارع الأربعة المركزية فقط مكتضة بالمنازل السكنية في أواخر العصور الوسطى، بينما خصصت بقية المنطقة للزراعة وتربية الحيوانات.

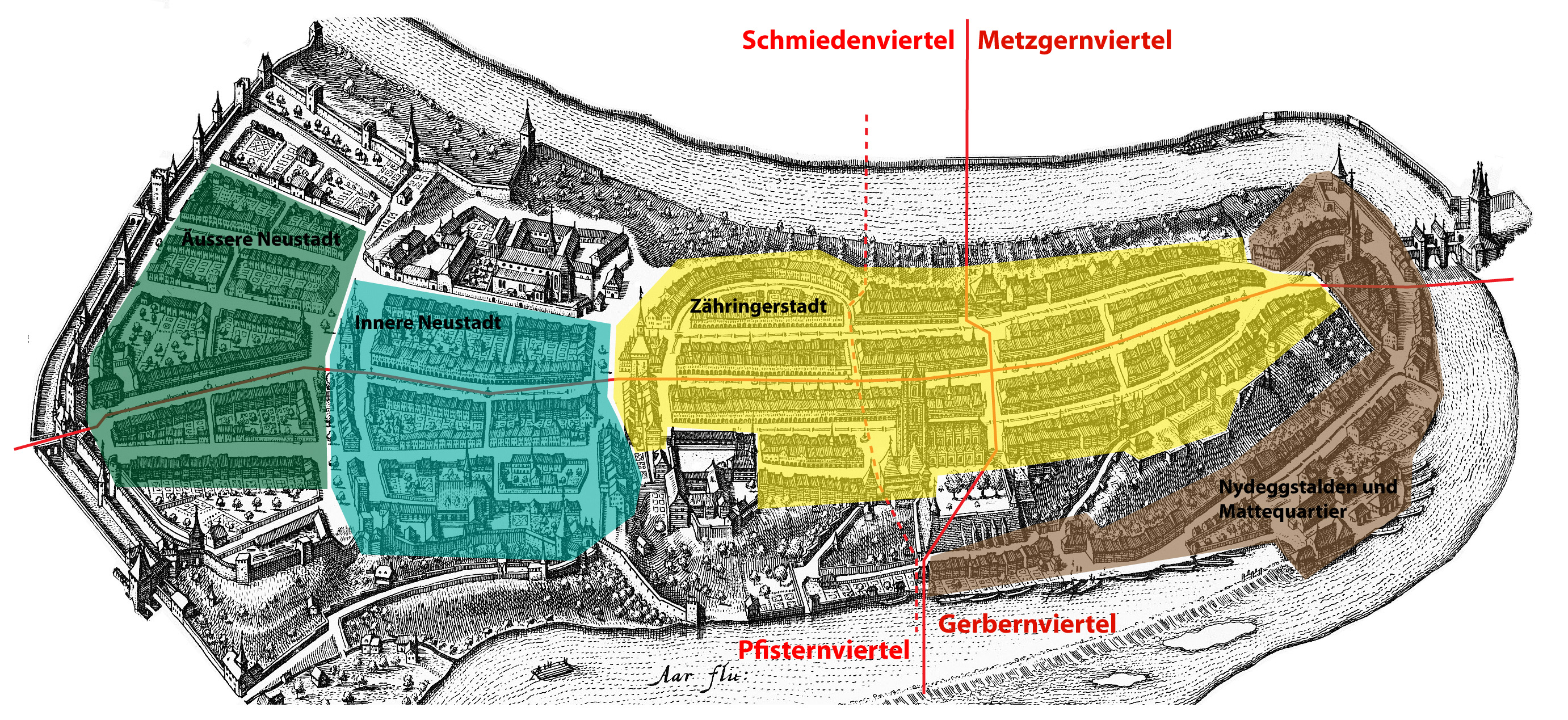
فيرتل وكوارتيير من المدينة القديمة

## المباني البارزة
في حين أن مدينة برن القديمة بأكملها هي أحد مواقع التراث العالمي لليونسكو، إلا أن هناك عددًا من المباني والنوافير داخل المدينة تستحق الذكر بشكل خاص. كل هذه المباني مدرجة أيضًا في الجرد السويسري للممتلكات الثقافية ذات الأهمية الوطنية والإقليمية.

## مونستر (كاتدرائية)

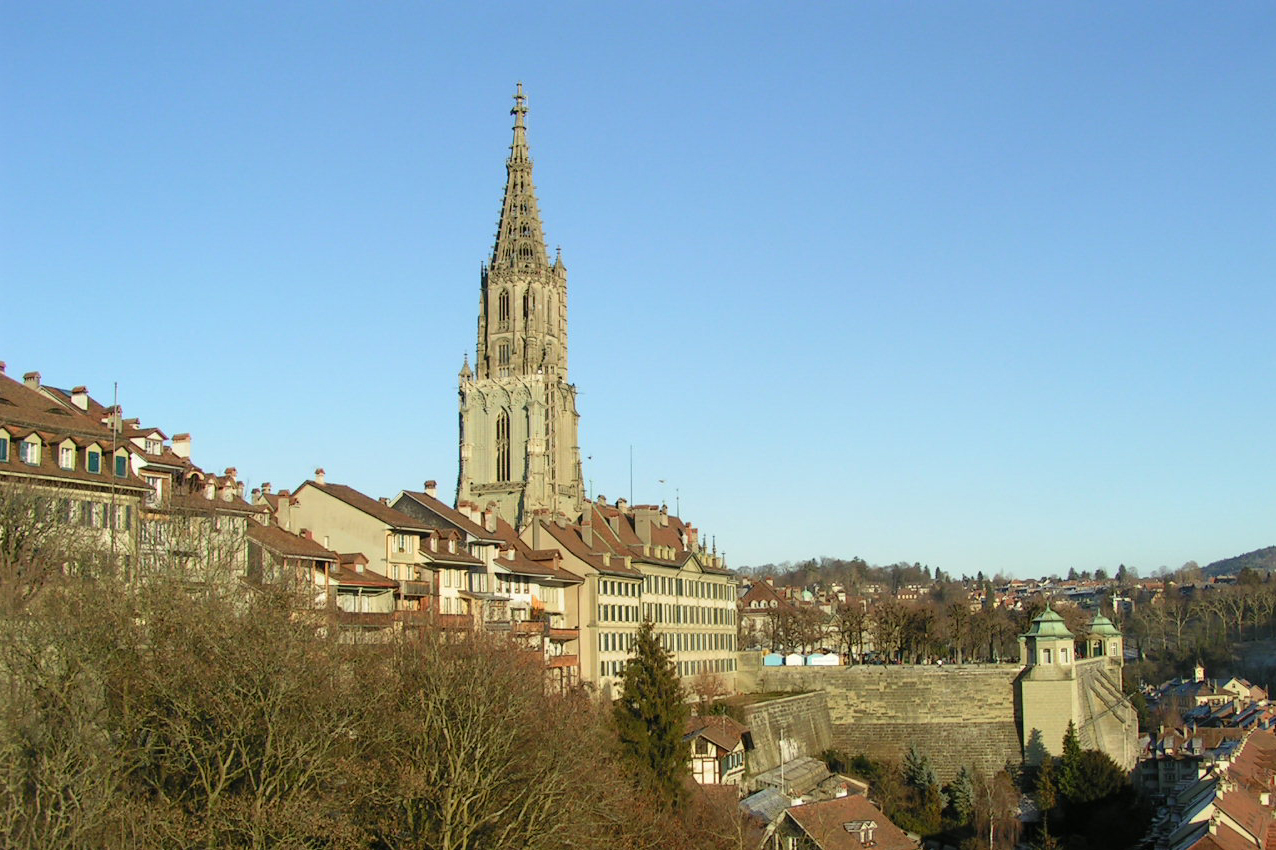
مونستر برن، لقطة من جسر كيرشينفيلد، ويظهر برج الجرس والشرفة الكبيرة

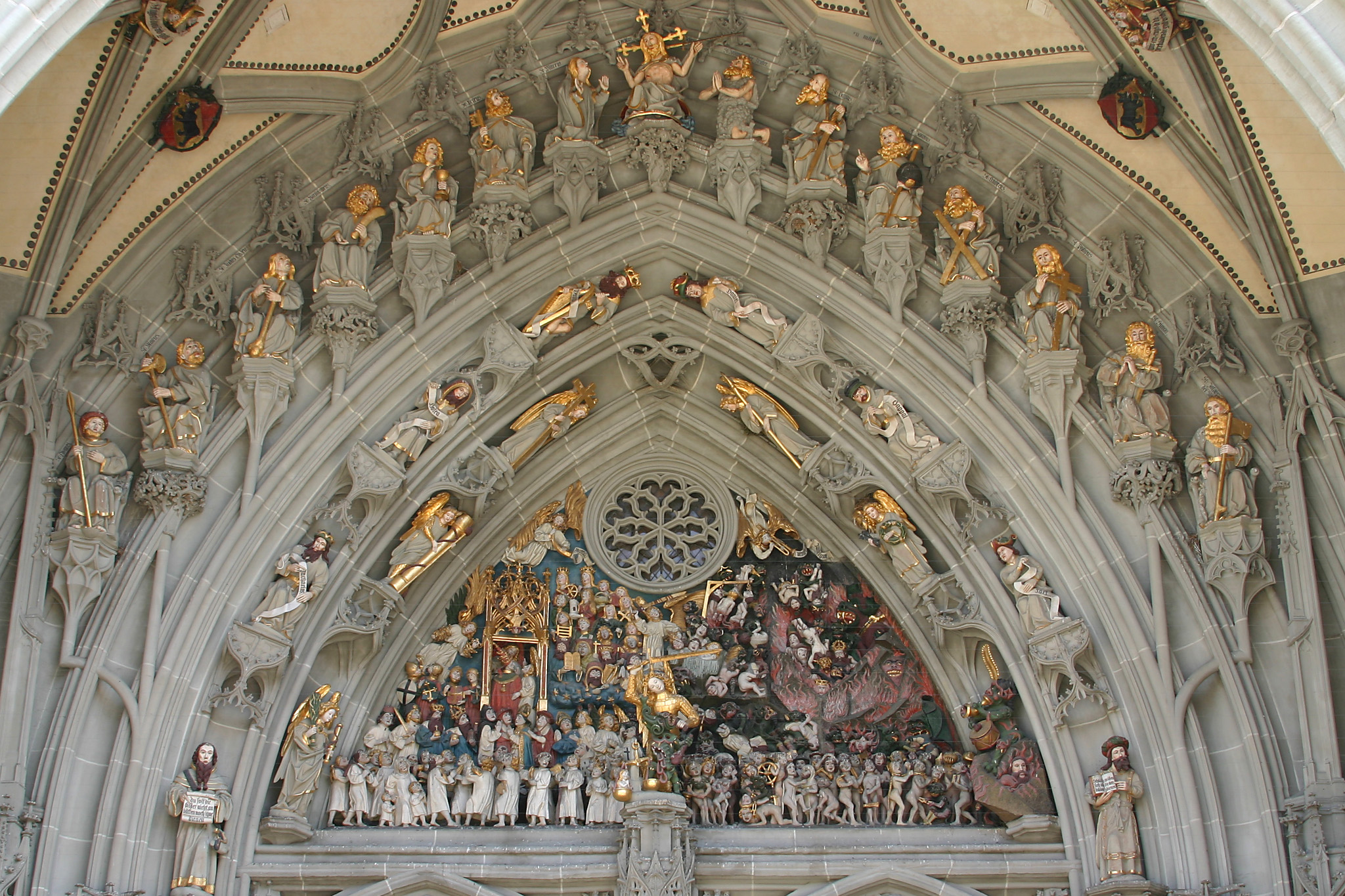
تماثيل تمثل يوم القيامة، فوق البوابة الرئيسية لمونستر برن

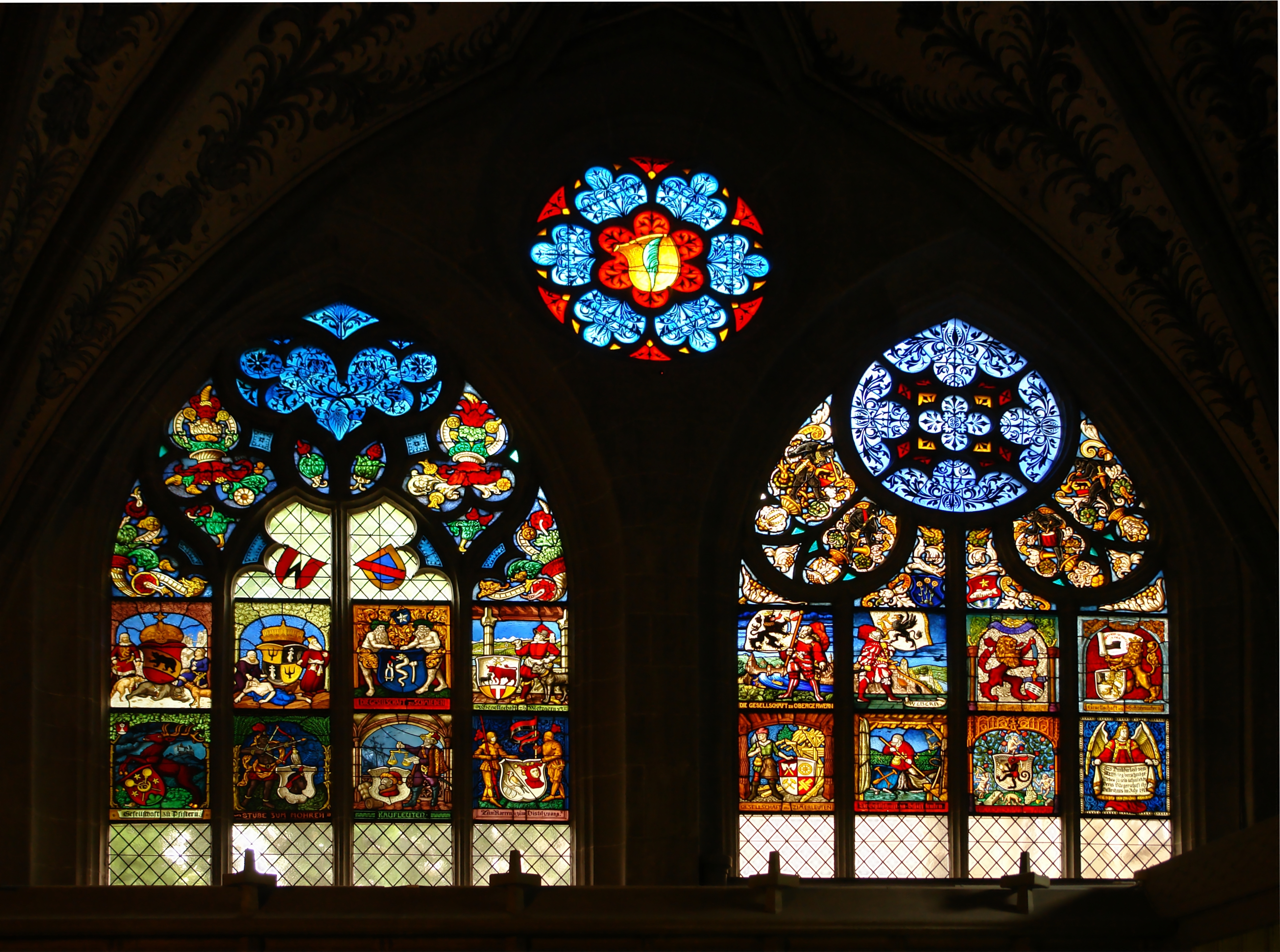
نوافذ الكاتدرائية بالزجاج المعشق

مونستر برن (بالألمانية: برنر مونستر) هي كاتدرائية بروتستانتية قوطية تقع على الجانب الجنوبي من شبه الجزيرة. بدأ بناء مونستر في عام 1421 وانتهى ببرج الجرس في عام 1893. برج الجرس 100م (328 قدم) وهو الأطول في سويسرا. أكبر جرس في برج الجرس هو أيضًا أكبر جرس في سويسرا. هذا الجرس الضخم يزن حوالي 10 أطنان و 247سم (8.1 قدم)، تم صبها في عام 1611 وما زالت تُدرج كل يوم. من الممكن الوقوف بجانب الجرس عندما يرن، لكن على المرء أن يغطي أذنيه لتجنب الإضرار بحاسة السمع.
يوجد فوق البوابة الرئيسية مجموعة كاملة نادرة من المنحوتات القوطية. تمثل المجموعة الإيمان المسيحي في الدينونة الأخيرة حيث سيتم فصل الأشرار عن الصالحين. التماثيل الـ 47 الكبيرة القائمة بذاتها هي نسخ طبق الأصل (النسخ الأصلية موجودة في متحف برن التاريخي) والتماثيل الـ170 الأصغر جميعها أصلية.

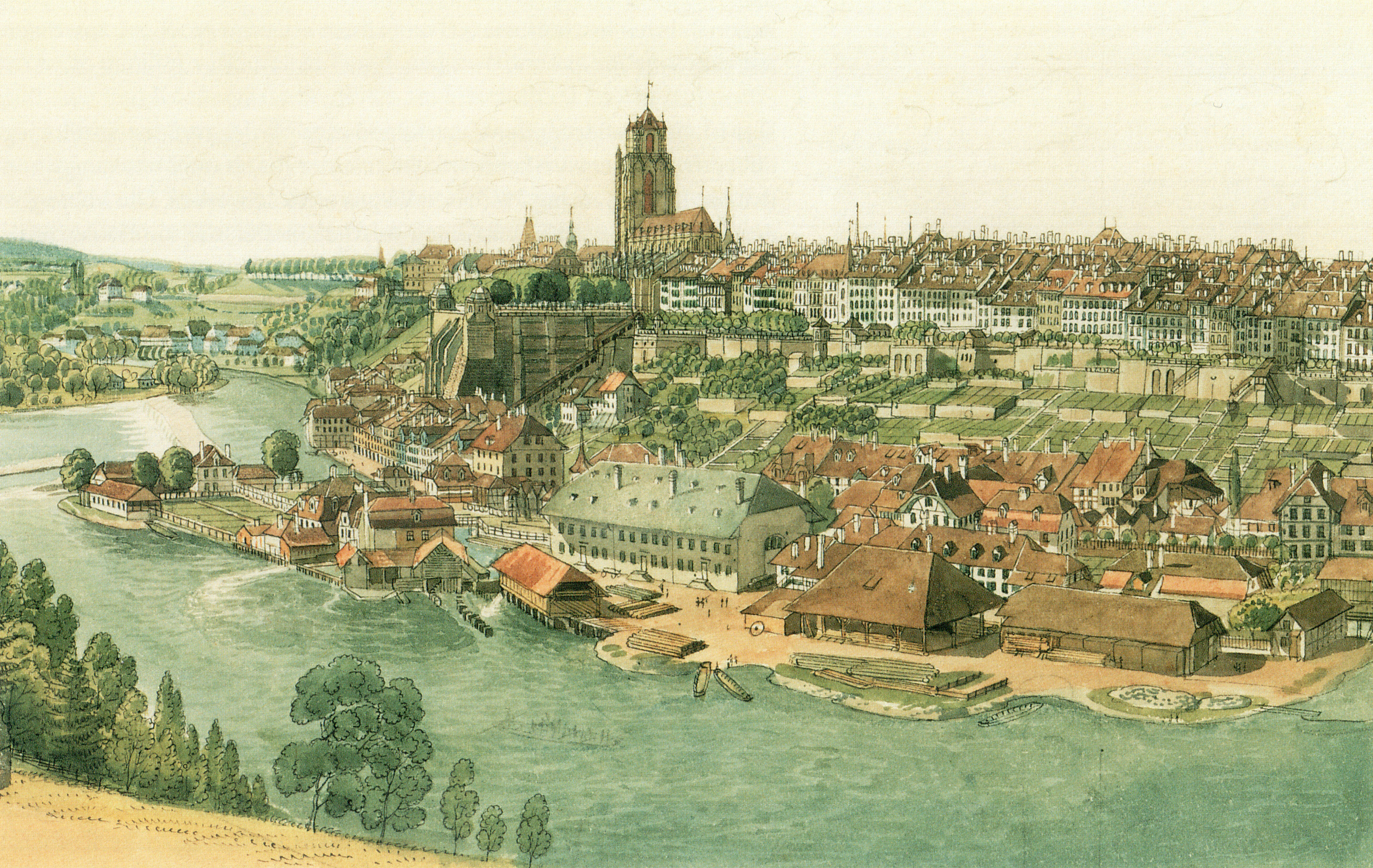
ماتيكارتييه والمدينة القديمة من الشرق، ج. 1820.

الداخل كبير ومفتوح وفارغ إلى حد ما. تمت إزالة جميع الأعمال الفنية والمذابح في الكاتدرائية تقريبًا في عام 1528 خلال تحطيم الأيقونات للإصلاح البروتستانتي. تم إلقاء اللوحات والتماثيل في ما أصبح يعرف باسم كاتدرائية تراك، مما جعل الشرفة موقعًا أثريًا غنيًا. القطع الفنية الرئيسية الوحيدة التي نجت من تحطيم الأيقونات داخل الكاتدرائية هي النوافذ الزجاجية الملونة وأكشاك الجوقة.
يعود تاريخ النوافذ الزجاجية الملونة إلى 1441-1450 وتعتبر الأكثر قيمة في سويسرا. تحتوي النوافذ على عدد من الرموز والصور الدينية بالإضافة إلى نافذة كاملة «رقصة الموت». تظهر هذه النافذة الموت كهيكل عظمي يطالب به الناس من جميع المهن والطبقات الاجتماعية. كان المقصود من «رقصة الموت» أن تكون بمثابة تذكير بأن الموت سيأتي للجميع بغض النظر عن الثروة أو المكانة، وربما كان بمثابة راحة في عالم مليء بالأوبئة والحروب.
تقع الجوقة في الجانب الشرقي من الكاتدرائية بين صحن الكنيسة والمقدس، وتضم أولى أكشاك جوقة عصر النهضة في سويسرا. الأكشاك منحوتة بحيوانات نابضة بالحياة وصور للحياة اليومية.

## زيتغلوغ

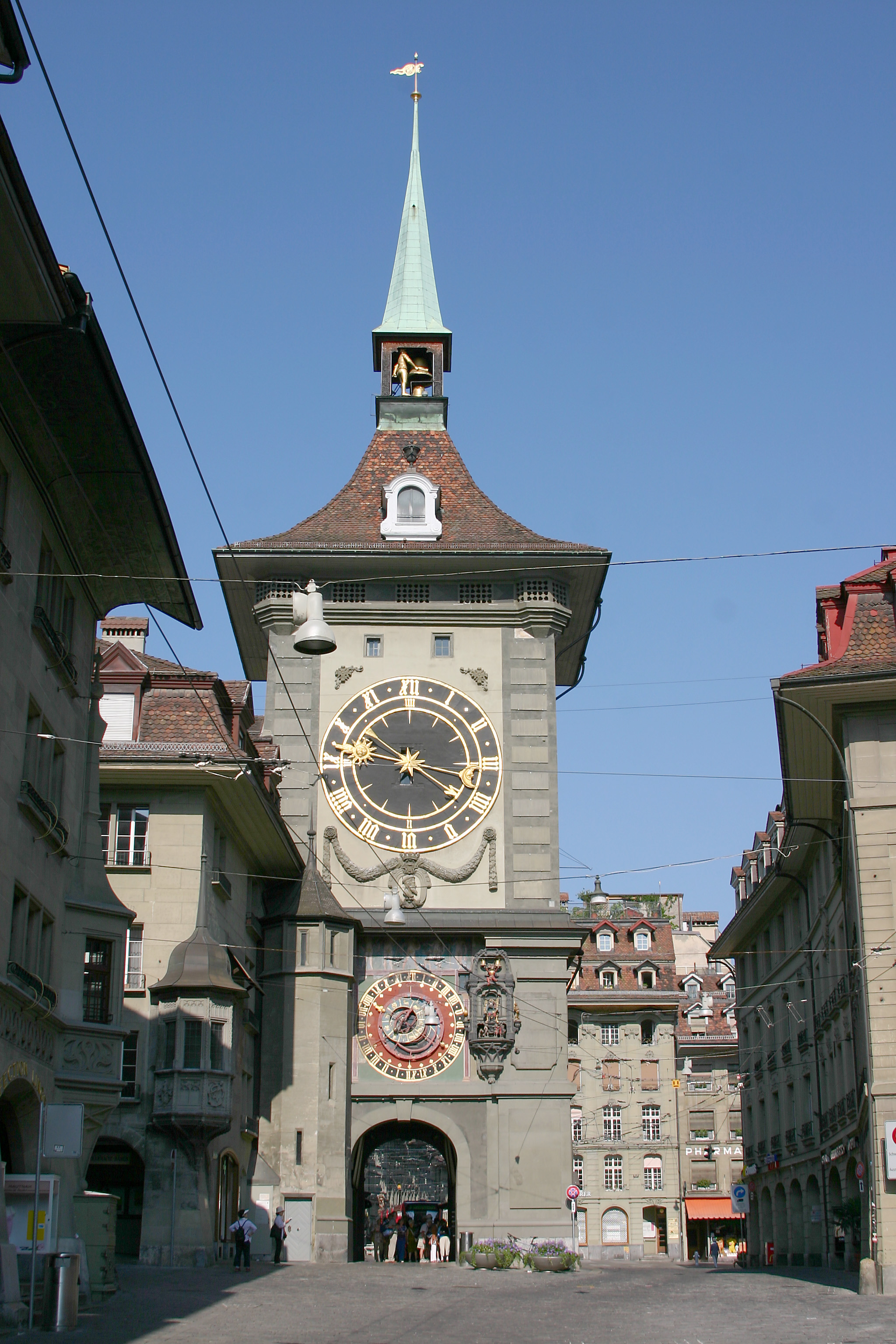
الوجه الشرقي لزيتجلوج

زيتغلوغ هو معلم برج ساعة من العصور الوسطى في مدينة برن القديمة. وُجدت منذ حوالي 1218-1220 وهي واحدة من أكثر رموز برن شهرة. الاسم زيغلوغ هو بيرني ألماني ويترجم إلى زيتغلوغ في اللغة الألمانية القياسية أو جرس الوقت باللغة الإنجليزية. وكان «جرس الوقت» واحدة من أقدم أجهزة ضبط الوقت العامة، تتألف من تصورها متصلة مطرقة تدق جرس صغير في كل ساعة كاملة. ساعة زيتغلوغ هي واحدة من أقدم ثلاث ساعات في سويسرا.

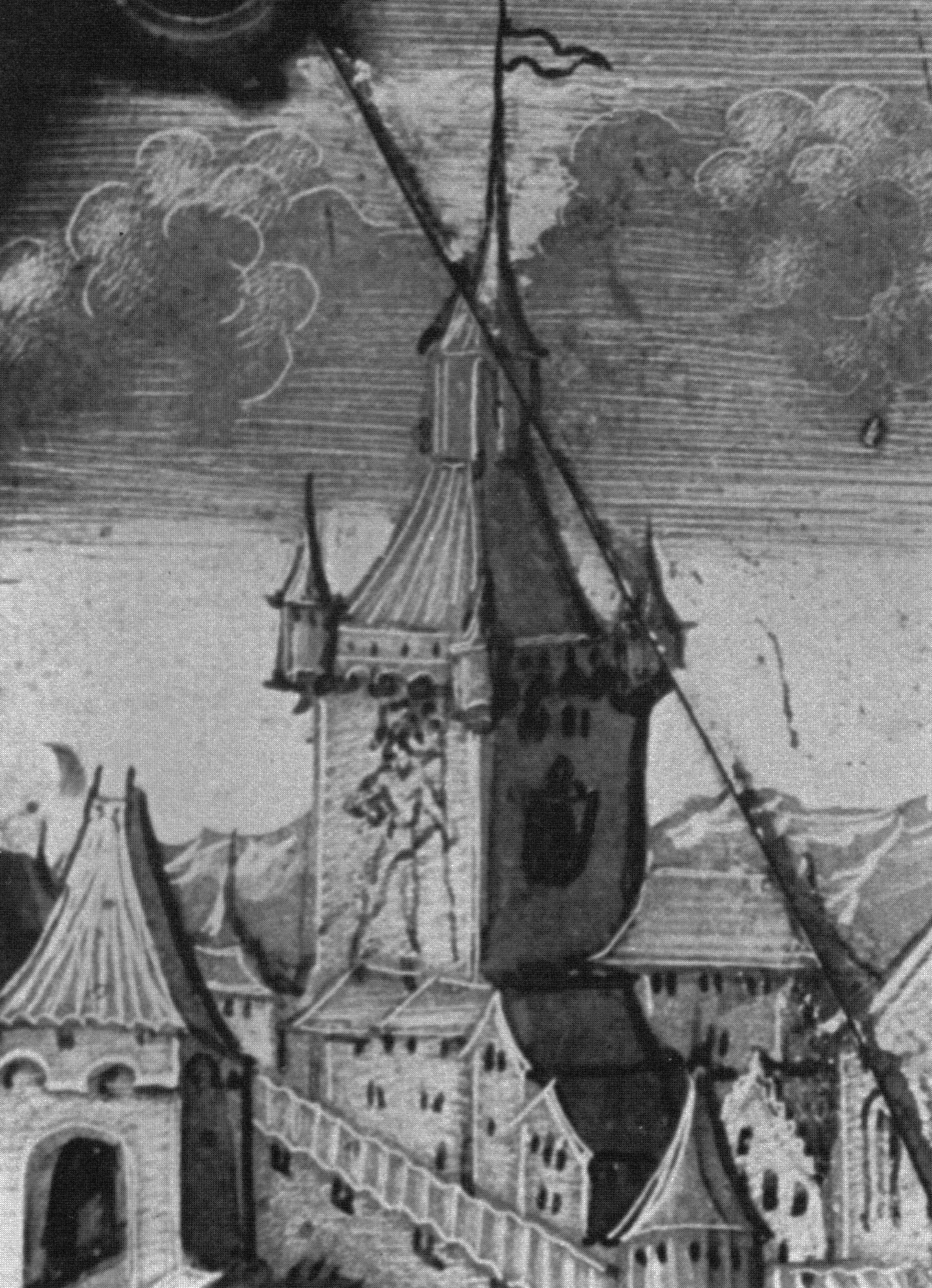
زيتغلوغ كما هو موضح في لوحة زجاجية عام 1542.

بعد التوسع الأول لبرن، كان زيتجلوج هو برج بوابة التحصينات الغربية. في ذلك الوقت، كان برج القرفصاء على ارتفاع حوالي 16 متر (52 قدم) كان مفتوحًا من الخلف. أثناء التوسع الثاني، لكافغتورم، أُزيل جدار زيغلوغ وهبط البرج إلى حالة الخط الثاني. حوالي 1270-1275 أُضيفت7م (23قدم) إلى البرج للسماح له بالإطلال على المنازل المحيطة به. بعد التوسع الثالث، إلى كرستوفلتورم، تحول زيتغلوغ إلى سجن للنساء. الأكثر شيوعًا كان يستخدم لإيواء Pfaddendirnen - «عاهرات الكهنة»، النساء المدانات بعلاقات جنسية مع رجال دين. في هذا الوقت، تلقى زيتغلوغ أيضًا أول سقف مائل.
في حريق عام 1405، احترق البرج بالكامل. لم يتم إصلاح الأضرار الهيكلية بالكامل حتى عام 1983. هُجرت زنازين السجن ووضعت ساعة فوق البوابة. أعطت هذه الساعة، جنبًا إلى جنب مع الجرس المصبوب في عام 1405، للبرج اسم زيتغلوغ. في أواخر القرن الخامس عشر، زُين البرج بأربعة أبراج زخرفية صغيرة ورموز شعارية. مددت الساعة الفلكية إلى حالتها الحالية في 1527-1530. بالإضافة إلى الساعة الفلكية، يتميز زيتغلوغ بمجموعة من الأشكال الميكانيكية. في ثلاث دقائق قبل الساعة، ظهرت الشخصيات التي تضم ديكًا، وأحمقًا، وفارسًا، وزمارًا، وأسدًا، ودببة في أستعراض. تطارد الحيوانات بعضها البعض، يقرع الأحمق أجراسه ويصيح الديك. من الشائع خلال النهار رؤية حشود صغيرة تتجمع حول سفح زيتغلوغ في انتظار بدء العرض.

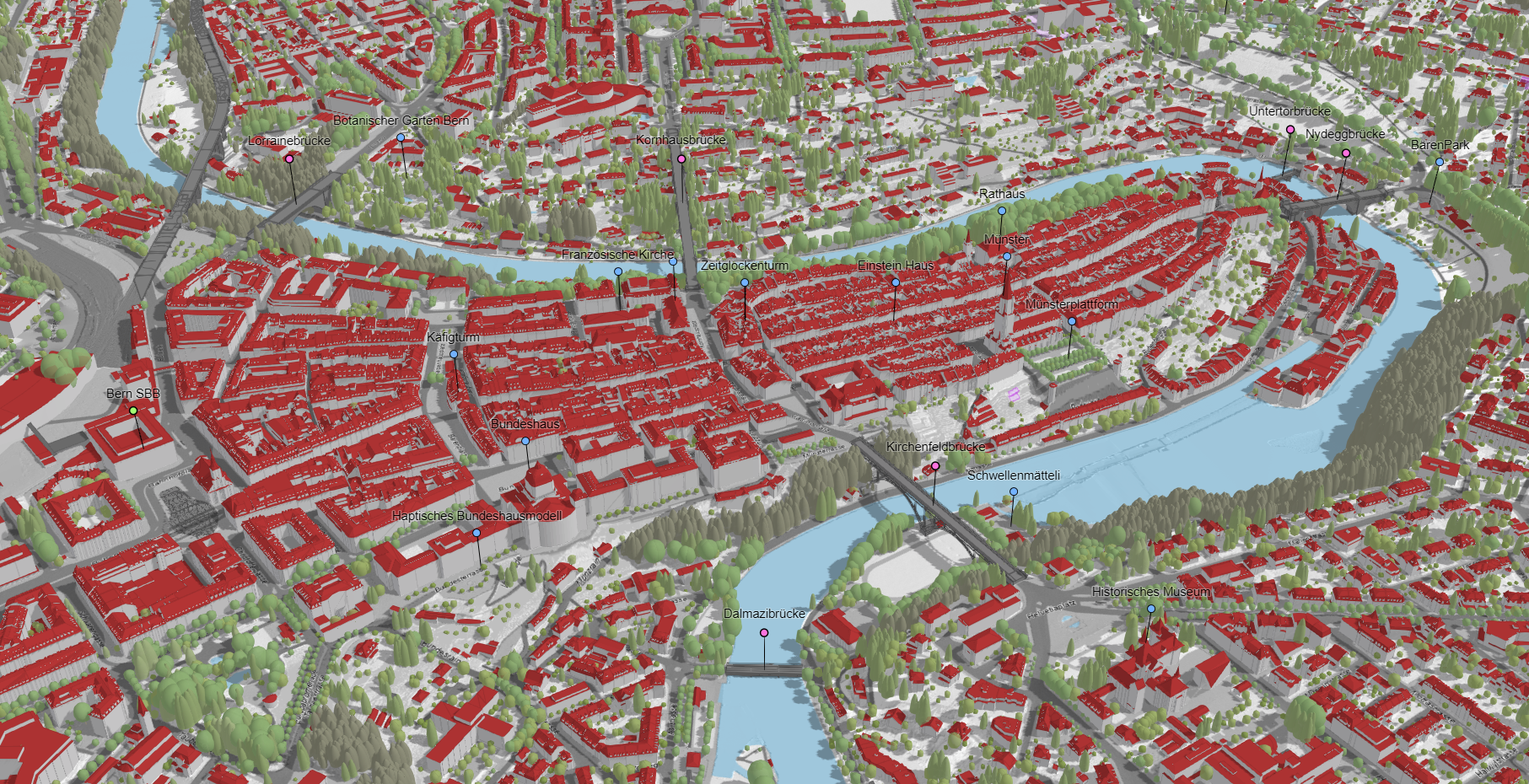
نموذج ثلاثي الأبعاد للمدينة القديمة

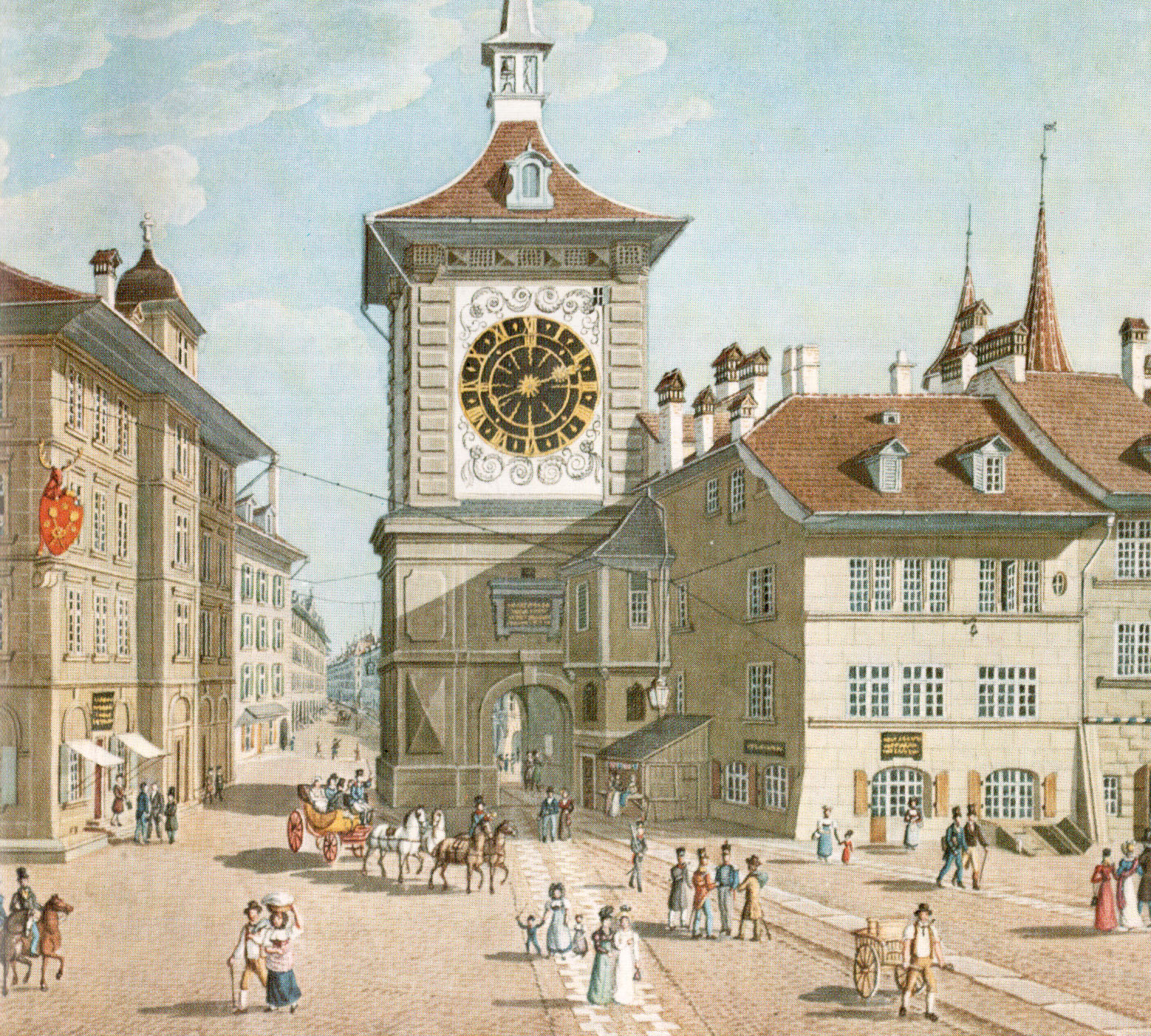
الواجهة الغربية ل زيتغلوغ في عام 1830، بعد إعادة الهيكلة عام 1770.

أعاد غوتهارد رينغلي وكاسبار هالدنشتاين طلاء الجزء الخارجي من زيتغلوغ في 1607–1010، حيث قدموا وجوه الساعة الكبيرة التي تهيمن الآن على الواجهات الشرقية والغربية للبرج. أزيلت أبراج الزاوية مرة أخرى في وقت ما قبل 1603. في 1770-1771، جددت زيتغلوغ بواسطة نيكلاوس هيبلر ولودفيج إيمانويل زيندر، اللذين قاما بتجديد الهيكل ليناسب أذواق أواخر العصر الباروكي، مما أعطى البرج مخططه المعاصر.
أُعيد طلاء الواجهتين مرة أخرى بأسلوب الروكوكو بواسطة رودولف فون شتايجر في عام 1890. أصبحت التاريخية المثالية للتصميم مكروهة في القرن العشرين، وأنتجت مسابقة عام 1929 تصميمات الواجهة المرئية اليوم: على الواجهة الغربية، لوحة جدارية فيكتور سوربيك «بداية الزمن» وعلى الواجهة الشرقية، إعادة بناء تصميم عام 1770 بواسطة كيرت اندرموله. في 1981-1983، جددت زيتغلوغ بالكامل مرة أخرى وعادت بشكل عام إلى مظهر 1770.

## مباني البرلمان
مبنى البرلمان (بالألمانية: Bundeshaus، (بالفرنسية: Palais fédéral)‏، (بالإيطالية: Palazzo federale)‏، باللاتينية: Curia Confoederationis Helveticae) على طول الحافة الجنوبية لشبه الجزيرة ويمتد على موقع جدار Käfigturm السابق. المبنى مستخدم من قبل كل من المجلس الفيدرالي السويسري أو المجلس التنفيذي والبرلمان أو الجمعية الفيدرالية لسويسرا. يضم المجمع مبنى بونديشوس ويست (الذي بني في 1852-1857) ومبنى البرلمان المركزي (الذي بني في 1894-1902) ومبنى بونديشوس ايست (الذي بني في 1884-1892). بُنيت الساحة المركزية أمام مبنى البرلمان وحولت إلى نافورة في عام 2004. كانت الساحة مرصوفة بألواح الجرانيت وأُخفيت 26 نفاثة مائية، واحدة لكل كانتون، تحت الساحة. حاز تصميم الساحة على جائزتين عالميتين.
بُني مبنى البرلمان المركزي ليكون مرئيًا ويعلوه عدة قباب نحاسية كبيرة. زُين الجزء الداخلي من قبل 38 فنانًا من كل ركن من أركان البلاد. ثلاثة مواضيع رئيسية ربطت جميع الأعمال معًا. الموضوع الأول، التاريخ الوطني، تمثله أحداث وأشخاص من التاريخ السويسري. وهذا يشمل روتليشفور أو مؤسسة سويسرا عام 1291 وشخصيات مثل وليام تيل وآرنولد فون ونكلريد ونيكولاس of فلوي. المحور الثاني هو المبادئ الأساسية التي تأسست عليها سويسرا؛ بما في ذلك الاستقلال والحرية وفصل السلطات الحكومية والنظام والأمن. الموضوع الأخير هو التنوع الثقافي والمادي لسويسرا. بما في ذلك سياسيا (ممثلة بأعلام كانتون) وجغرافيا واجتماعيا.

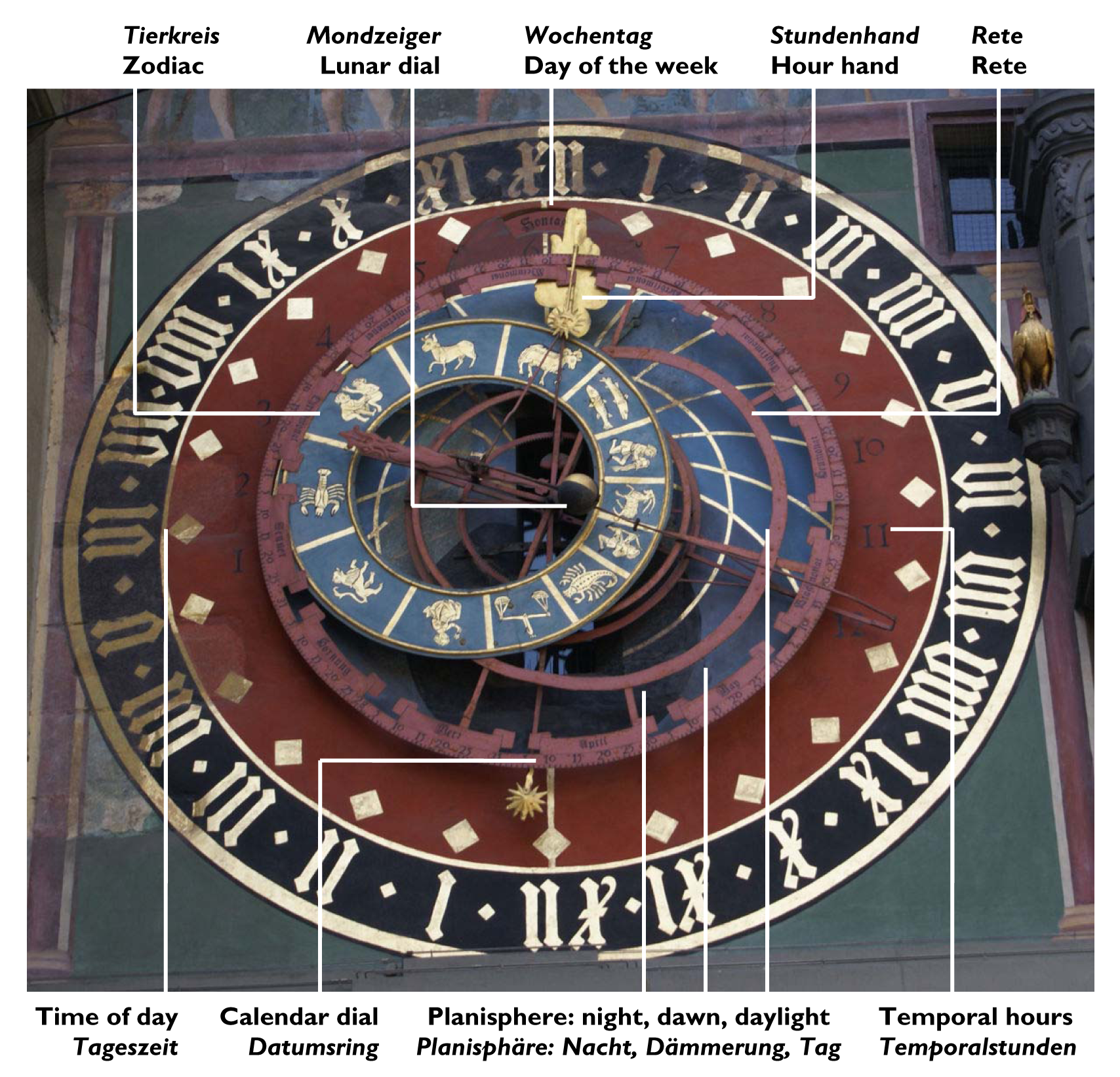
صورة بأجزاء معلمة (انقر للتكبير - انظر الصورة بدون تسميات)

فُصِلت الغرفتين اللتين يجتمع فيهما المجلس الوطني ومجلس الولايات بواسطة قاعة القبة. القبة نفسها يبلغ ارتفاعها الخارجي 64م، وارتفاع داخلي 33م. تمثل الفسيفساء الموجودة في الوسط شعار النبالة الفيدرالي جنبًا إلى جنب مع الشعار اللاتيني Unus pro omnibus omnes pro uno (الواحد للجميع، والجميع للواحد)، محاطًا بشعار النبالة لـ 22 كانتونًا كانت موجودة في عام 1902. وِضعَ شعار النبالة الخاص بكانتون جورا، الذي أنشئ عام 1979، خارج الفسيفساء.

## انترتوربروك
انترتوربروك (الألمانية: جسر البوابة السفلى) هو أقدم جسر في برن لا يزال موجودًا. بُنيَ الجسر الأصلي، وهو على الأرجح ممر خشبي، في عام 1256 وامتد فوق نهر الآر في قلعة نيدج. دُمر الجسر في فيضان عام 1460. في غضون عام واحد، بدأ البناء على جسر حجري جديد. تمت مباركة Mariakapelle (كنيسة ماري) الصغيرة الموجودة في جانب عمود الجسر على جانب المدينة في عام 1467. ومع ذلك، لم يتم الانتهاء من الجسر حتى عام 1490. كان طول الجسر الجديد 52 متر (171 قدم) مع ثلاثة أقواس تمتد 13.5 متر (44 قدم)، 15.6 متر (51 قدم) و 13.9 متر (46 قدم) . عُدِلَ الجسر عدة مرات بما في ذلك إزالة قضبان الحماية الحجرية التي أستُيدلت بقضبان حديدية في 1818-1919.
حتى بناء جسر نيدج في عام 1840، كان انترتوربروك الجسر الوحيد الذي يعبر نهر Aare بالقرب من برن. انظر قائمة جسور الآر في برن.

## كنيسة نيدج

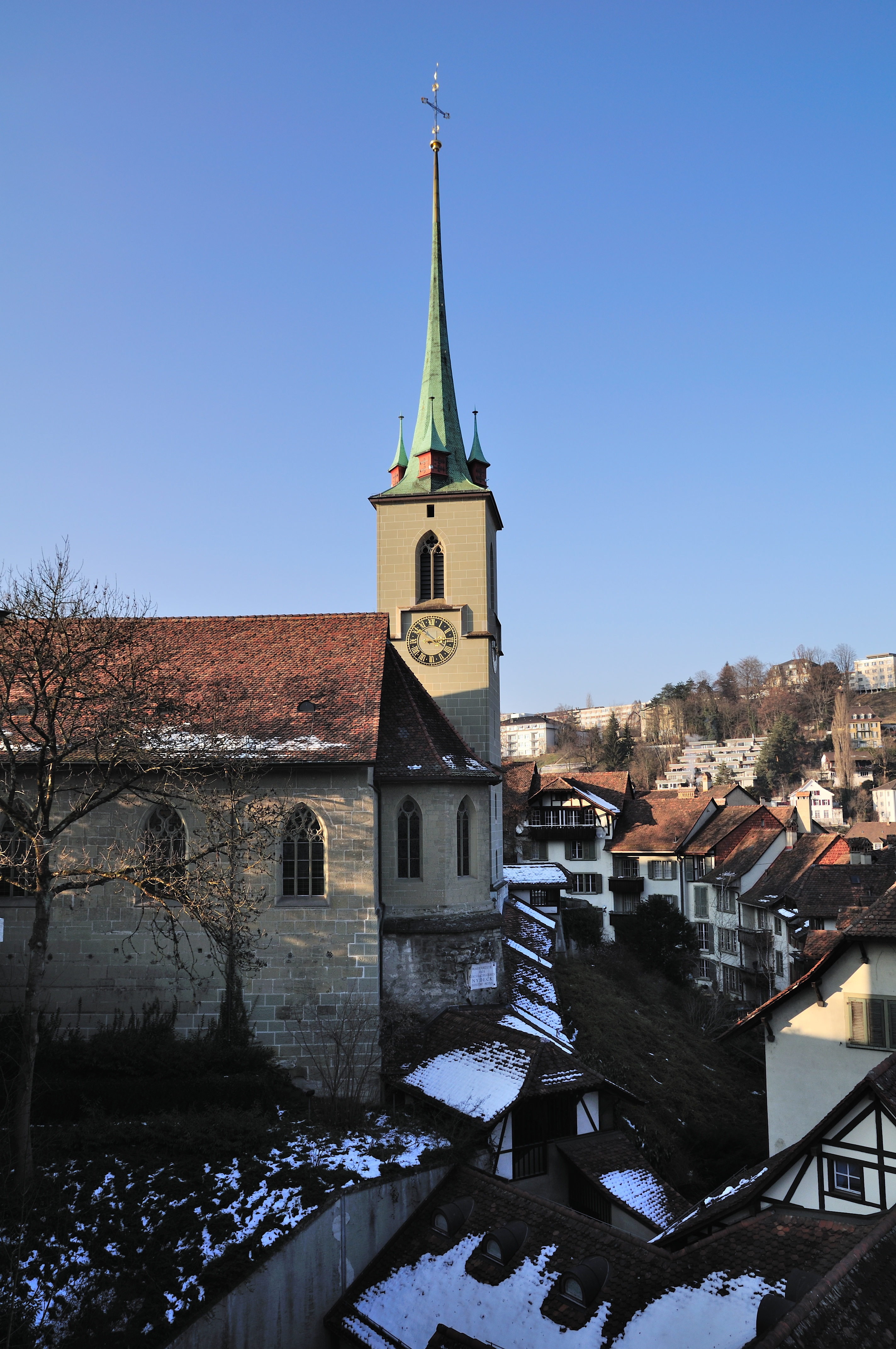
كنيسة نيدج

بنيت قلعة نيدج الأصلية حوالي عام 1190 من قبل أما الدوق بريشتولد فون زاهرنغن الخامس أو والده بريشتولد الرابع. كجزء من دفاعات المدينة. بعد التوسعة الثانية، دمرت القلعة من قبل مواطني برن عام 1268. كانت القلعة تقع حول المكان الذي تقف فيه جوقة الكنيسة الآن، مع وجود برج الكنيسة في الركن الجنوبي من الدونجون.
من عام 1341 إلى عام 1346 بُنيت كنيسة ببرج صغير على أنقاض القلعة. ثم بين عامي 1480 و 1483 أضيف برج إلى الكنيسة. أعيد بناء الصحن المركزي في عام 1493 إلى 1504. في عام 1529، بعد الإصلاح، استُخدمت كنيسة نيدج كمستودع للخشب والحبوب. في وقت لاحق، في عام 1566، استخدمت الكنيسة مرة أخرى للخدمات الدينية وفي عام 1721 وضعت تحت إشراف مونستر.

## كنيسة الروح القدس
كنيسة الروح القدس (بالألمانية: Heiliggeistkirche)‏ هي الكنيسة السويسرية الإصلاحية في سبيتالغاس 44. إنها واحدة من أكبر الكنائس السويسرية الإصلاحية في سويسرا. كانت الكنيسة الأولى عبارة عن كنيسة صغيرة بُنيت لمستشفى ودير الروح القدس. ذُكرت الكنيسة الصغيرة والمستشفى والدير لأول مرة في عام 1228 وكان يجلس في ذلك الوقت على بعد حوالي 150 متر (490 قدم) خارج البوابة الغربية لأول سور المدينة. أستُبدل هذا المبنى بالكنيسة الثانية بين عامي 1482 و 1496. في عام 1528 تم علمنة الكنيسة من قبل الإصلاحيين وطرد آخر راهبين في الدير من برن. خلال السنوات التالية استخدمت كمخزن للحبوب. في عام 1604 استخدمت مرة أخرى للخدمات الدينية، ككنيسة مستشفى أوبريرسبيتال. هُدمت الكنيسة الثانية في عام 1726 لإفساح المجال لبناء كنيسة جديدة، والتي بناها نيكلاوس شيلتكنخت في 1726-1729.

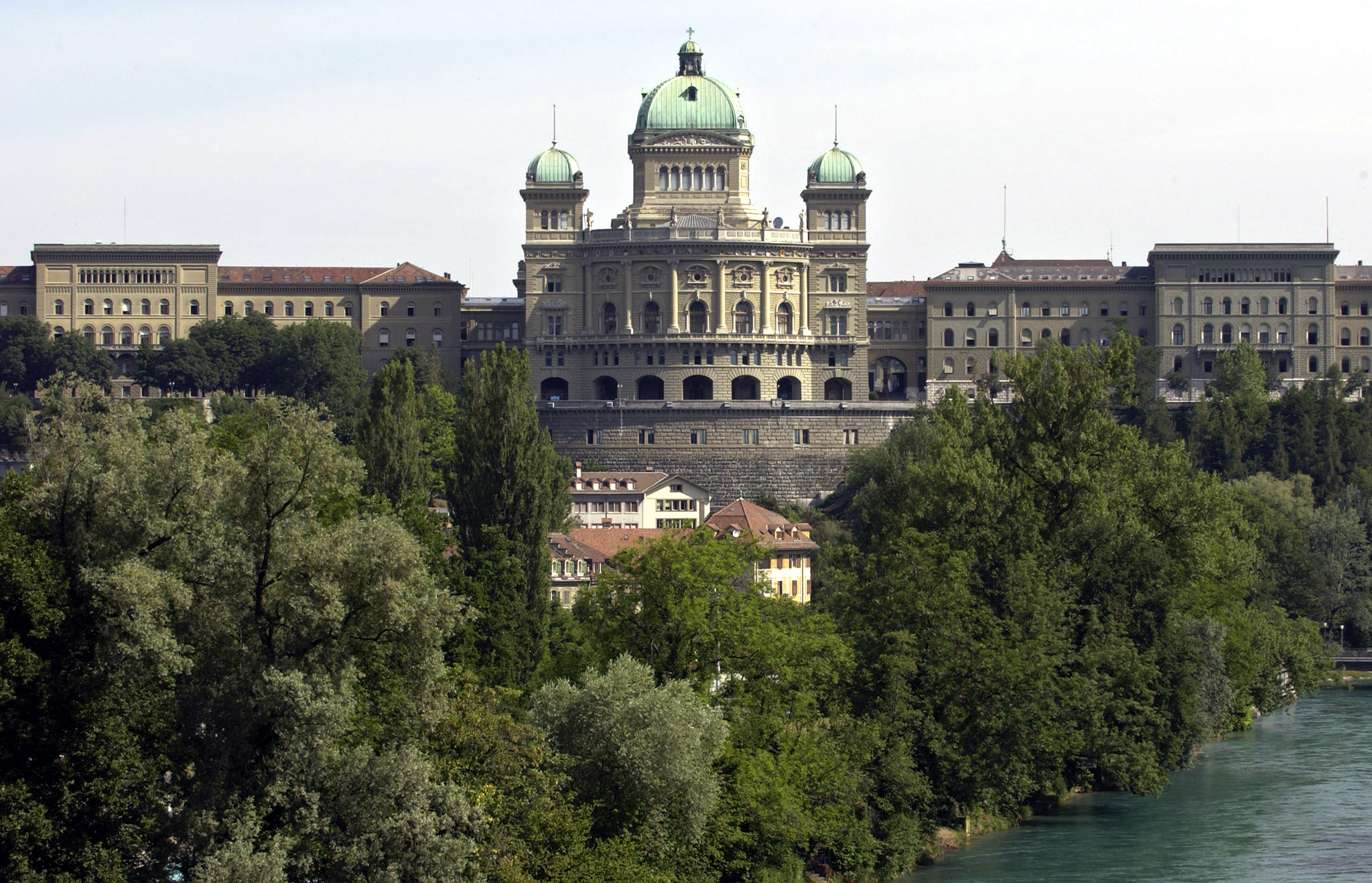
الواجهة الجنوبية لمبنى البرلمان عبر نهر الآر

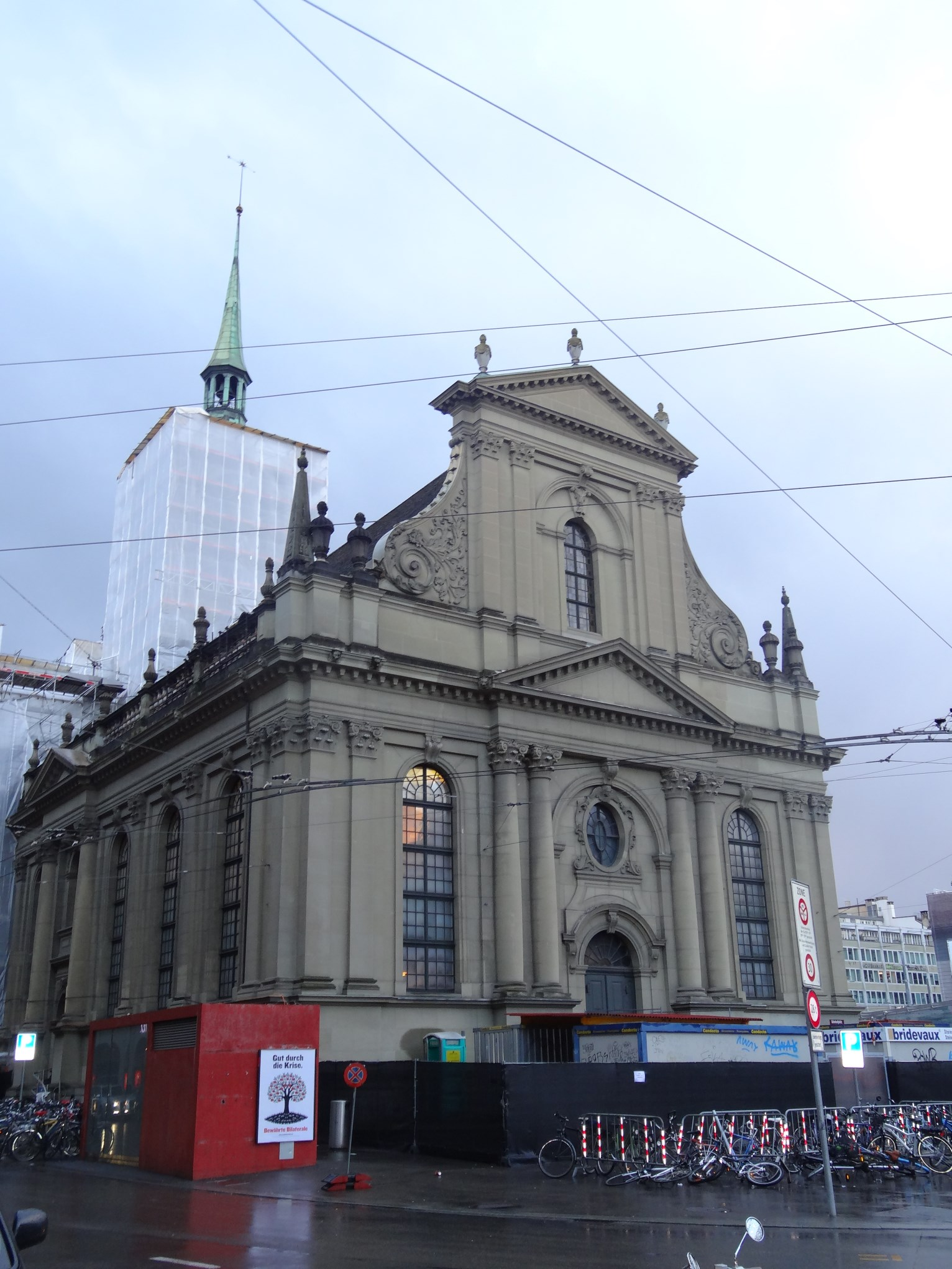
كنيسة الروح القدس

رُكِب أول أورغن في الكنيسة الجديدة عام 1804 واستبدل عام 1933 بالأورغن الثاني. للكنيسة ستة أجراس، صُبت أحد أكبر اثنتين في عام 1596 والآخر في عام 1728. صُبت الأجراس الأربعة الأخرى في عام 1860. الجزء الداخلي مدعوم بـ 14 عمودًا مترابطًا مصنوعًا من الحجر الرملي وله منبر قائم بذاته في الجزء الشمالي من صحن الكنيسة. تشبه إلى حد كبير كاتدرائية القديس بيير في جنيف، فإن كنيسة الروح القدس تضم حوالي 2000 شخص وهي واحدة من أكبر الكنائس البروتستانتية في سويسرا.
من 1693 إلى 1698 كان رئيس وزراء المستشفى هو عالم اللاهوت البيتي، صموئيل هاينريش كونيغ. في عامي 1829 و 1830، كان نائب الكنيسة هو الشاعر إرمياس جوثيلف.

## نوافير
يوجد أكثر من 100 نافورة عامة في مدينة برن، منها 11 نافورة توجت بتماثيل عصر النهضة الاستعاري. تم إنشاء التماثيل خلال فترة التحسين المدني التي حدثت عندما أصبحت برن دولة مدينة رئيسية خلال القرن السادس عشر. تم بناء النوافير في الأصل كمصدر للمياه العامة. مع نمو السلطة في برن، تم توسيع وتزيين النوافير الأصلية ولكنها احتفظت بالغرض الأصلي.

جميع ينابيع القرن السادس عشر تقريبًا، باستثناء نافورة زارنغر التي أنشأها هانز هلتبراند، هي من عمل سيد فريبورغ هانس جنيج.

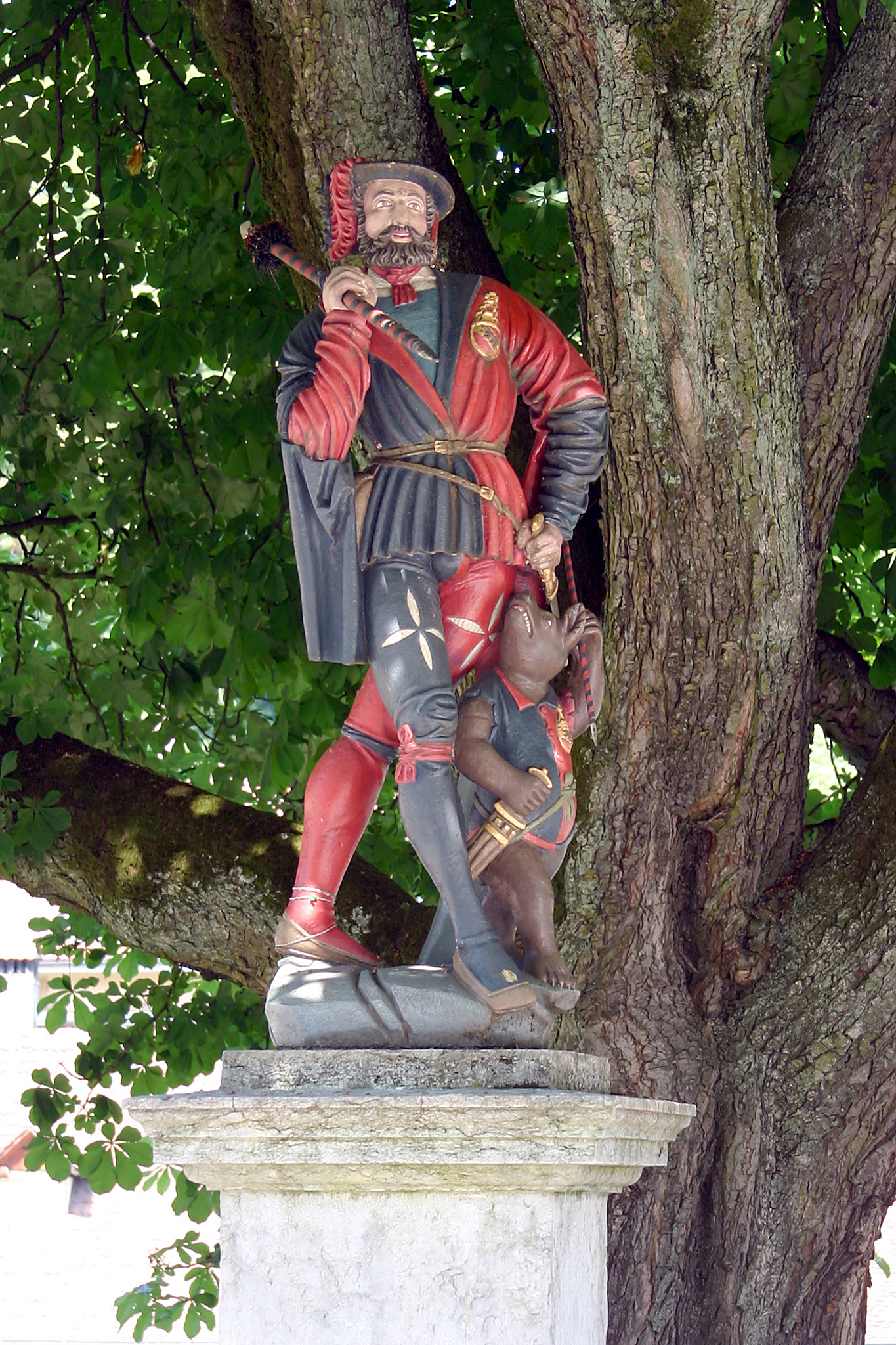
نافورة Läufer (عداء)
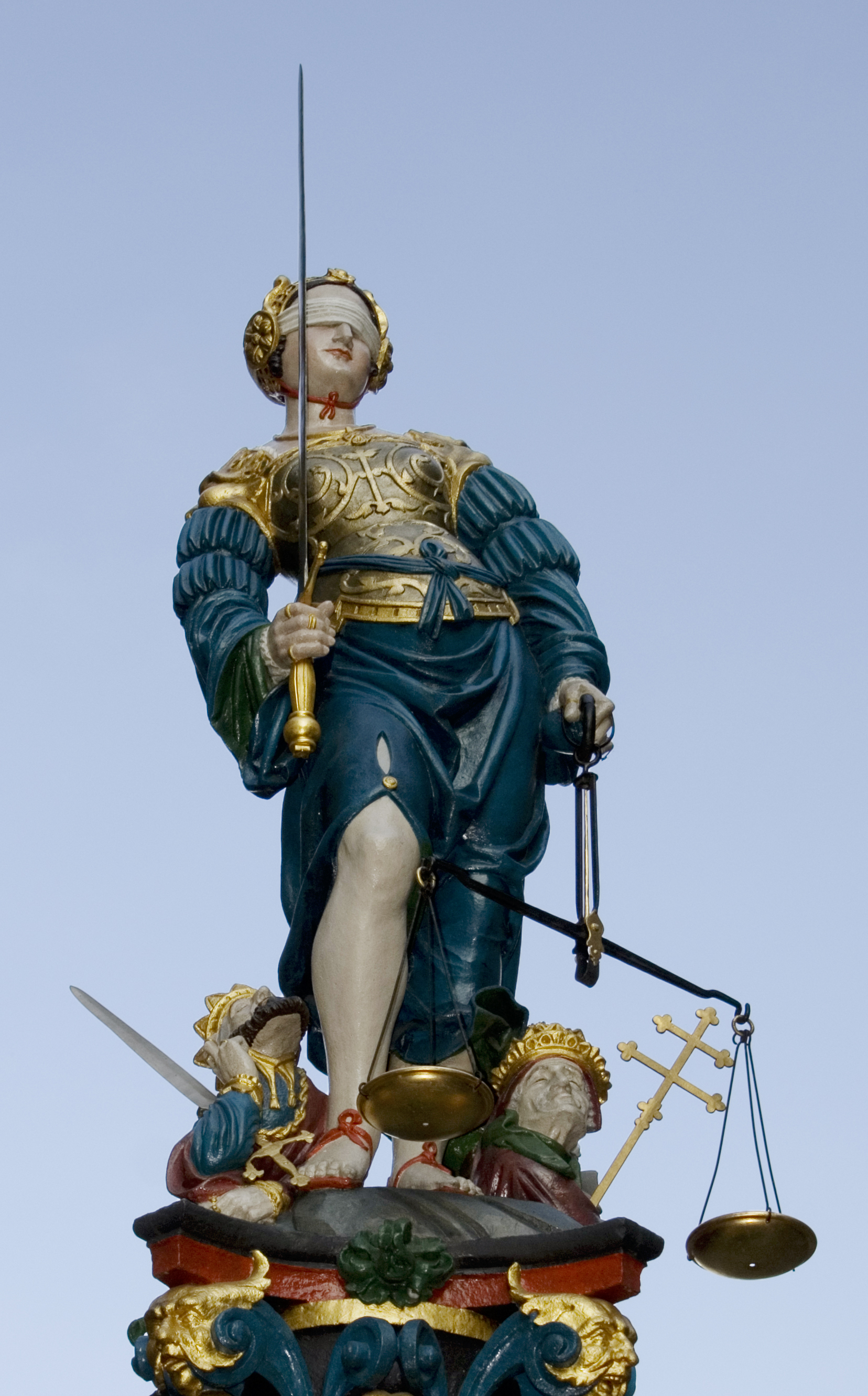
نافورة العدل
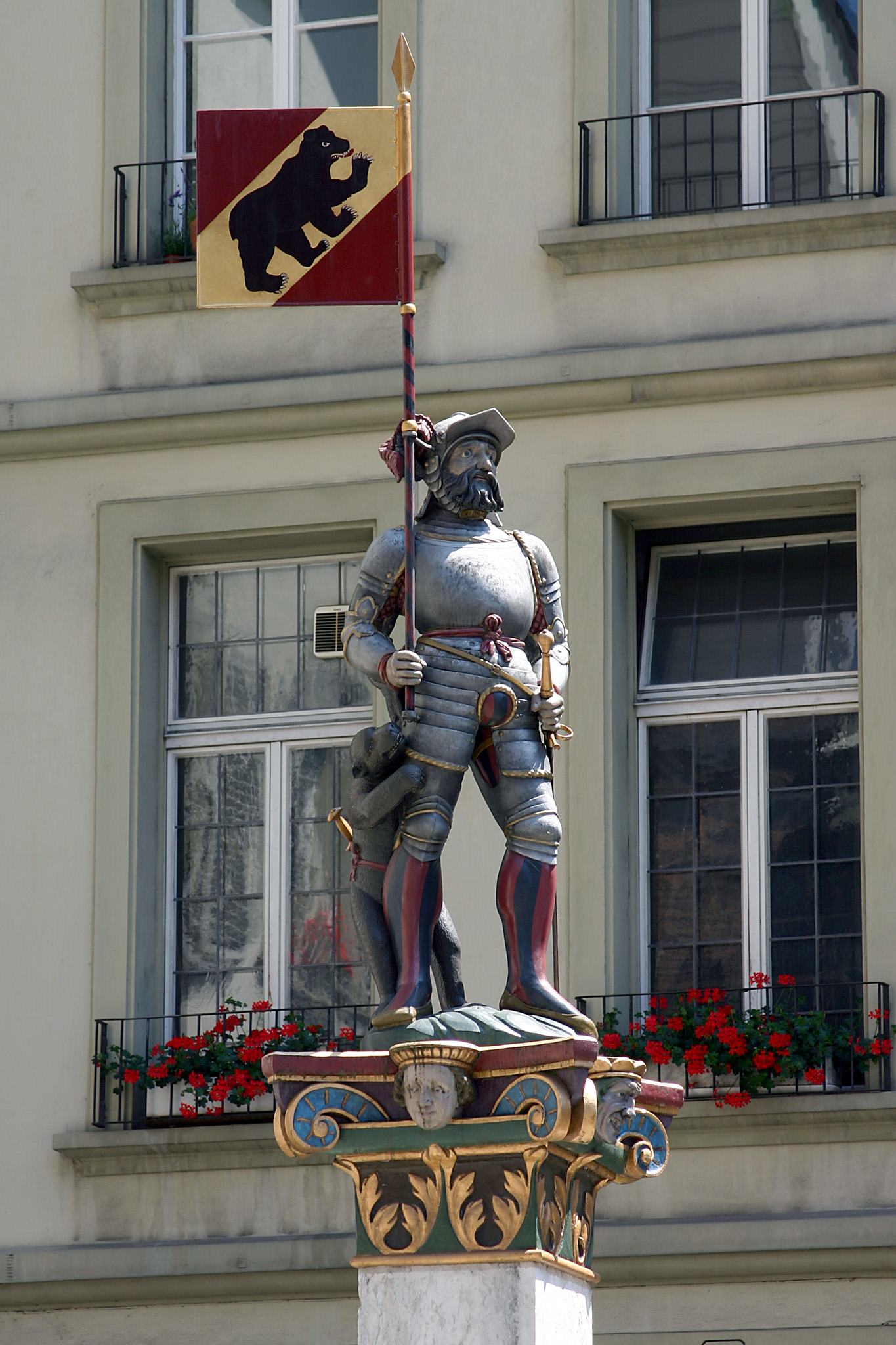
فينيربرونين
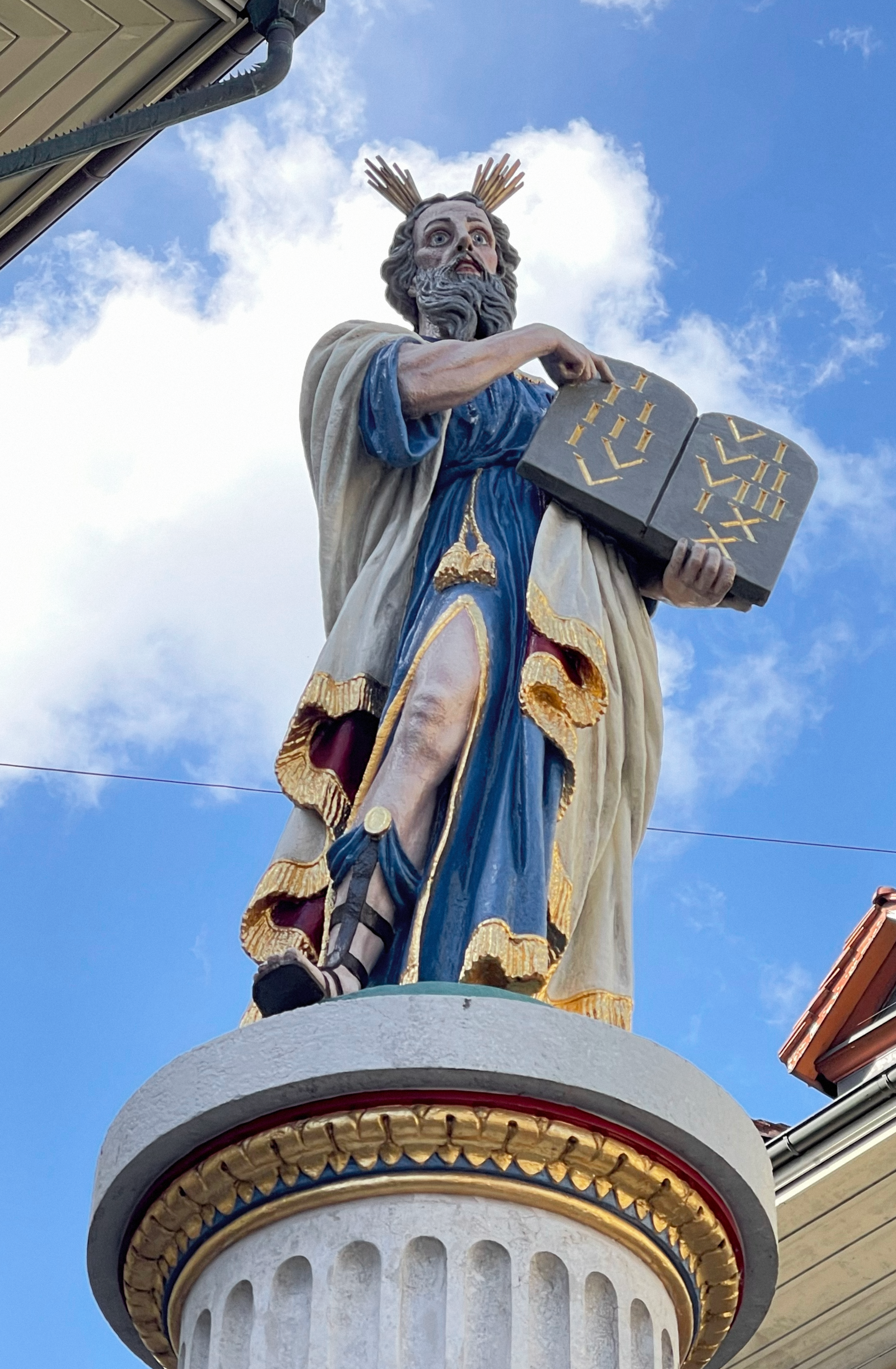
موسى مع الوصايا العشر
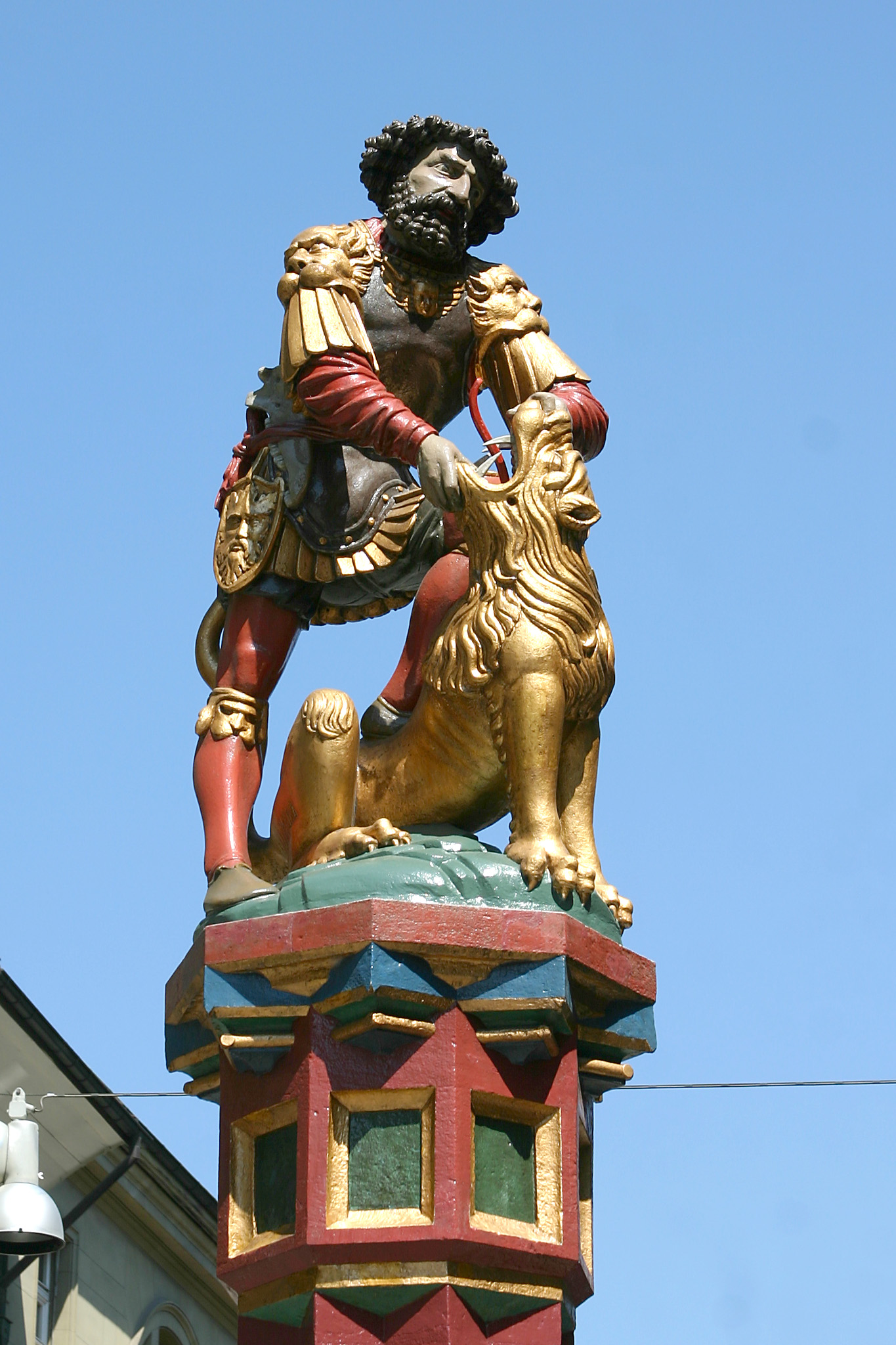
شمشون يقتل أسدا
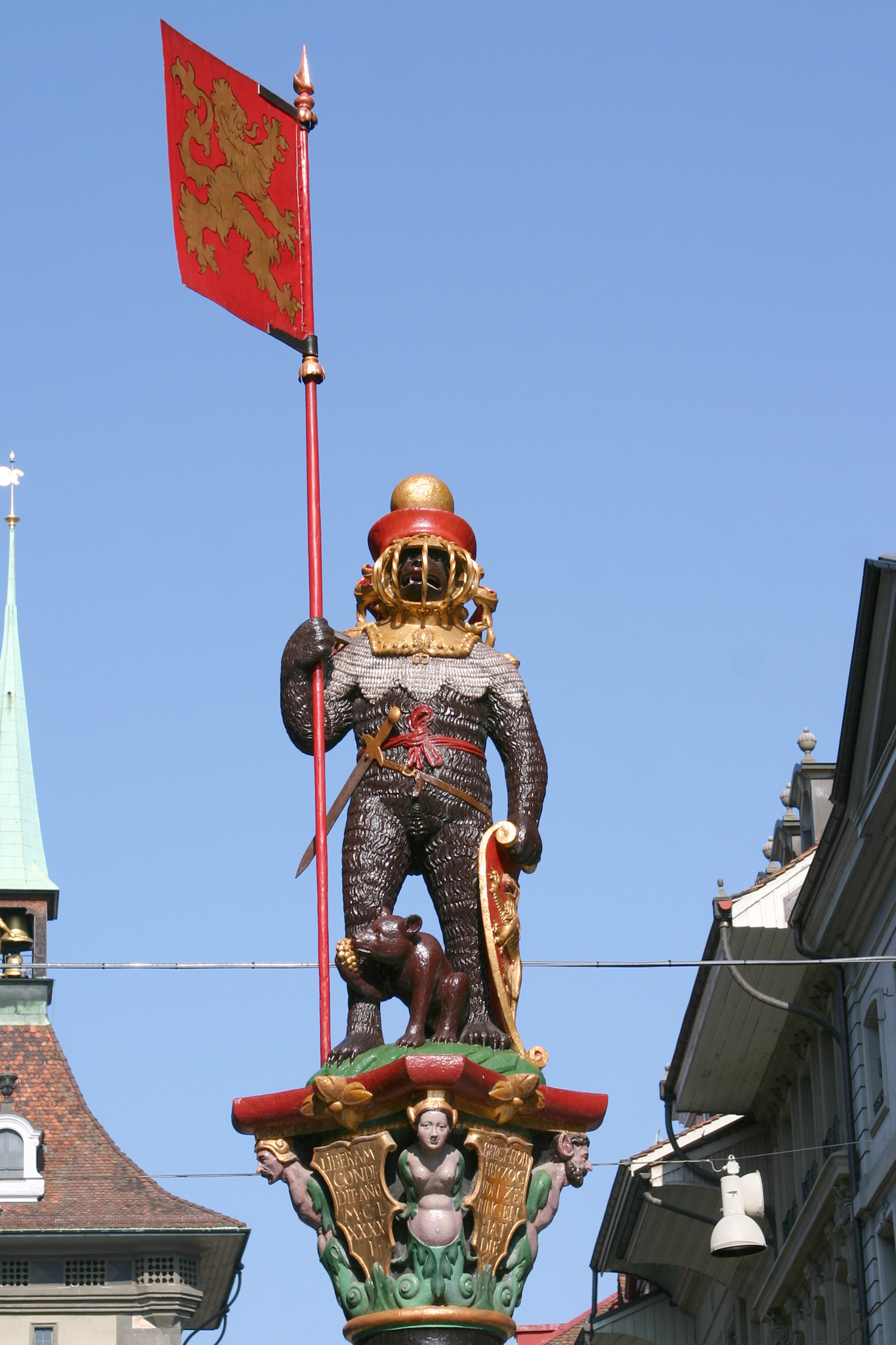
نافورة Zähringer مع Zytglogge في الخلفية
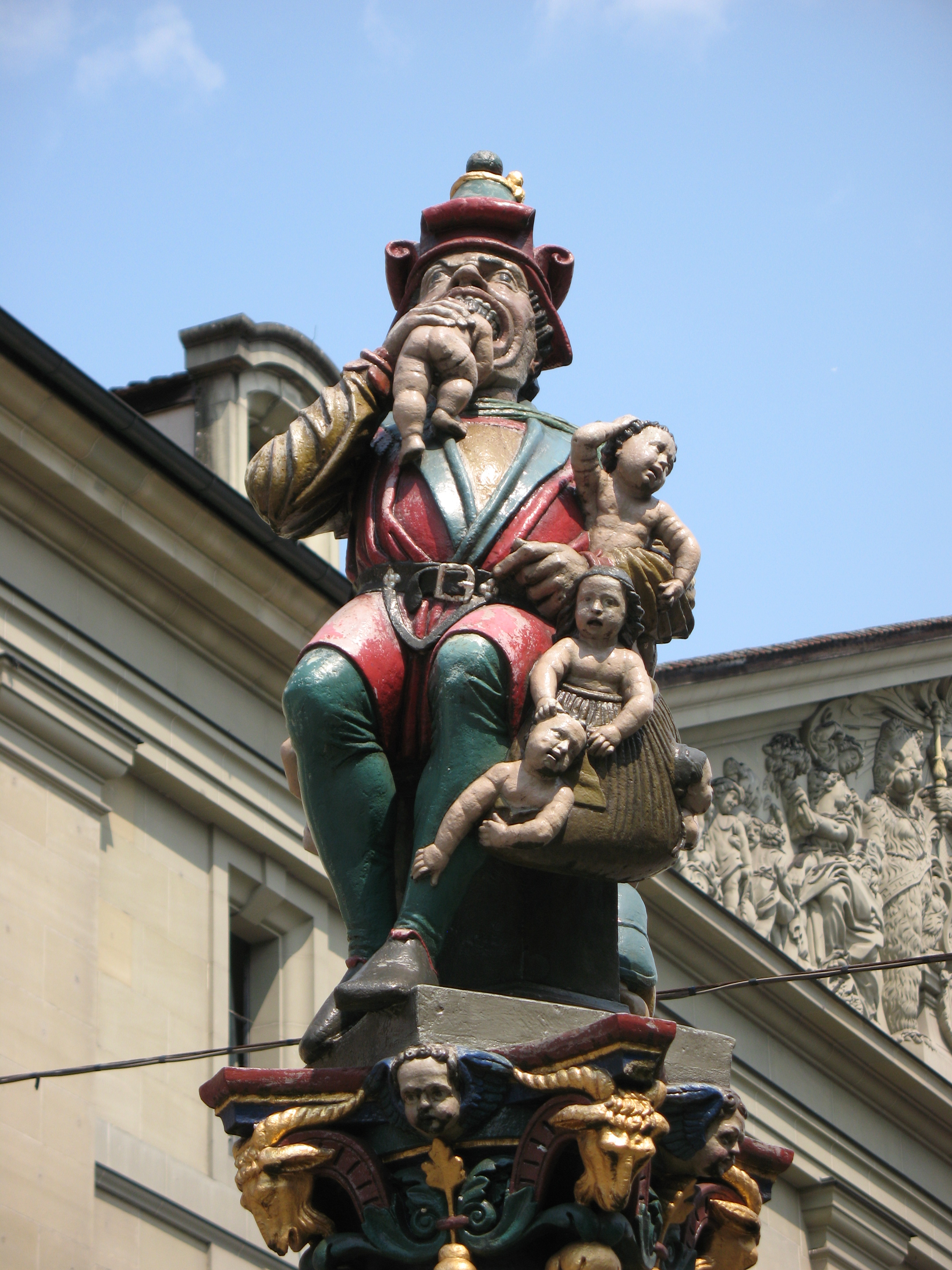
الغول لديه كيس من الأطفال ينتظرون التهامهم
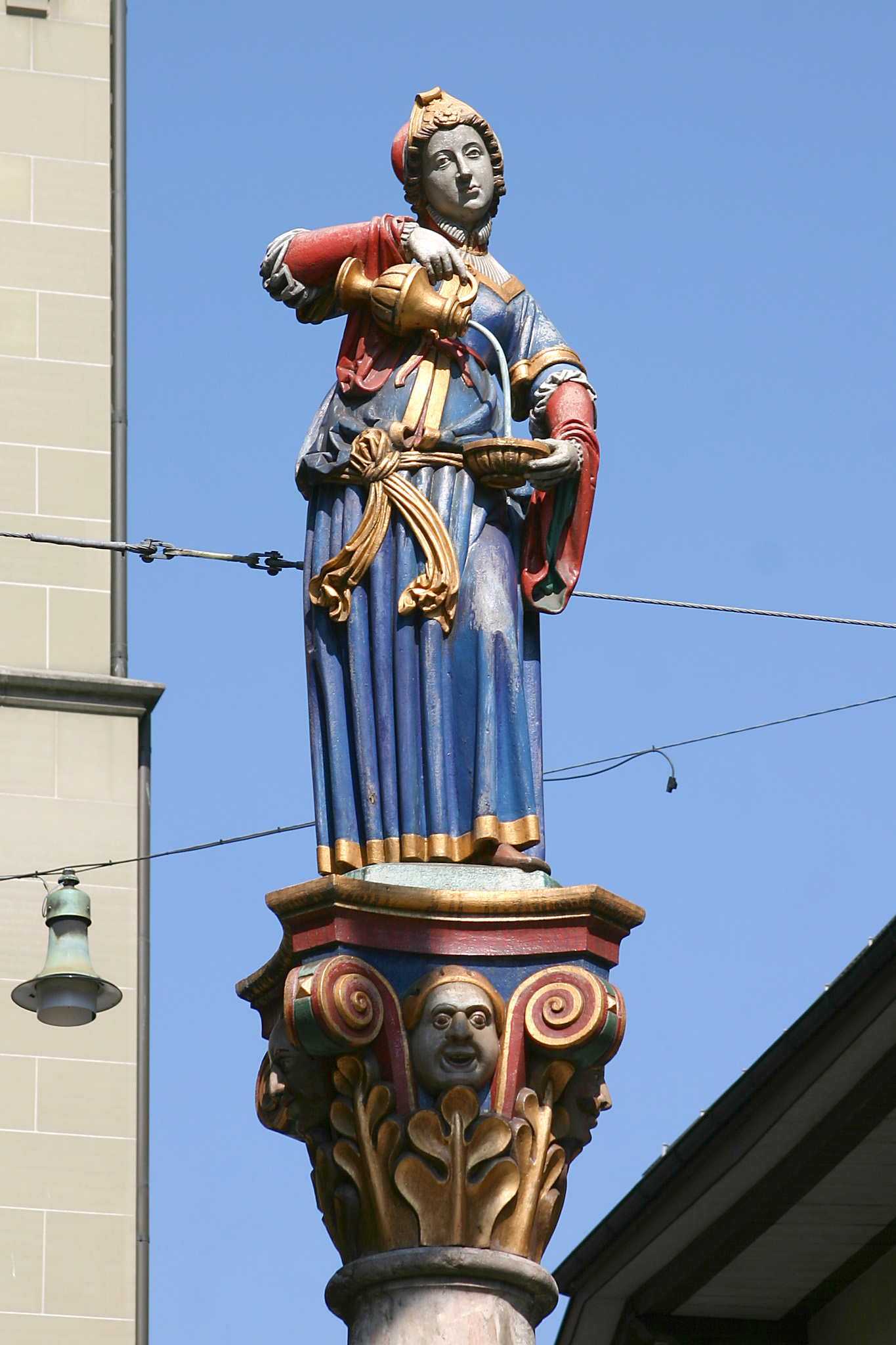
تمثال لآنا سيلر ، مؤسِّسة مستشفى برن عام 1354

## لوفيربرونين
من الشرق إلى الغرب، أول نافورة هي لافربرنين (الألمانية: Runner نافورة) بالقرب من كنيسة نيدج في نيدجستالدين. بُني الحوض الصغير عام 1824، لكن الرقم يعود إلى عام 1545. تحركت The Runner عدة مرات منذ إنشائها، وحتى عام 1663 كانت تُعرف باسم برونين بيم unteren Tor (نافورة بجانب البوابة السفلية). في الأصل كانت لوفيربرونين تحتوي على حوض مثمن وعمود طويل مستدير. أستُبدل الحوض الصغير بحوض مستطيل الشكل قبل عام 1757 والذي تم استبداله عام 1824. أستبدل العمود الدائري بالعمود المربع الحالي من الحجر الجيري في القرن الثامن عشر أو التاسع عشر.

## ينبوع العدالة
النافورة التالية هي ينبوع العدالة (الألمانية: Justice fountain) على زقاق العدالة. النافورة التي بناها هانز جينج عام 1543، تعلوها تمثال للعدالة. تقف وعيناها وآذانها مقيدتان، وسيف الحقيقة بيد والموازين في اليد الأخرى. على العمود أسفل قدميها أربع تماثيل؛ البابا أو السلطان أو القيصر أو الإمبراطور وشولثيس أو اللورد مايور. يمثل هذا سلطة العدل على الحكام والأنظمة السياسية السائدة؛ الثيوقراطية والملكية والأوتوقراطية والجمهورية.
نُسخ التمثال على نطاق واسع في مدن في جميع أنحاء سويسرا. في الوقت الحالي، لا يزال هناك أحد عشر «نافورة عدالة» في سويسرا، وربما أندثرت العديد من النافورات الأخرى. توجد نسخ مباشرة في سولوتورن (1561)، ولوزان (1585)، وبودري، وكودريفين ونوشاتيل؛ عُثر على تصميمات متأثرة بتمثال بيرن في أراو (1643)، بيل، بورغدورف، بروغ، زيورخ ولوتزيرن.

## فينيربرونين
يقع فينيربرونين (الألمانية: Banner Carrier أو فيكسليوم) أمام قاعة المدينة القديمة أو راثوس. كان فينير لقبًا عسكريًا سياسيًا في سويسرا في العصور الوسطى. كان مسؤولاً عن السلام والحماية في جزء من المدينة ثم قاد القوات من هذا القسم في المعركة. في برن، كان فينير موقعًا قويًا للغاية وكان أساسيًا في عمليات المدينة. كل فينر كان منتميا للنقابة ويتم أختياره من قبلها. كان فينير واحدًا من منصبين فقط أختير من بين Schultheiß أو Lord Mayor. يُظهر التمثال، الذي بني عام 1542، شخصية فينير في درع كامل مع رايته.

## نافورة موسى
أُعيد بناء نافورة موسى الواقعة في مونستر بلاتز (الألمانية: كاتدرائية بلازا) في 1790–1791. صُمم حوض نمط لويس السادس عشر بواسطة نيكلاوس سبرونجلي. يعود تمثال موسى إلى القرن السادس عشر. يمثل التمثال موسى وهو يجلب الوصايا العشر إلى أسباط إسرائيل. يُصوَّر موسى بشعاعين من الضوء ينبثقان من رأسه، وهما يمثلان Exodus 34:29–35 الذي يخبرنا أنه بعد لقائه مع الله، أصبحت بشرة وجه موسى متألقة. يأتي شعاعي الضوء من تقليد طويل الأمد أن موسى قام بدلاً من ذلك بزراعة القرون.
ويستمد هذا من سوء تفسير عبارة karan `ohr panav العبرية karan `ohr panav קָרַן עֹור פָּנָיו). والجذر קרן Q-R-N (qoph ، resh ، nun) على أنه إما «قرن» أو «شعاع ضوء»، اعتمادًا على النطق. `Ohr panahv עֹור פָּנָיו) يترجم إلى «جلد وجهه».
فُسرت هاتين الكلمتين بشكل صحيح، مما يعني أن موسى كان مستنيراً، وأن «جلد وجهه يتألق» (كما هو الحال مع جلوريول)، كما هو الحال في نسخة الملك جيمس.
الترجمة السبعينية تترجم بشكل صحيح العبارة العبرية كـ δεδόξασται ἡ ὄψις «تمجد وجهه». لكن جيروم ترجم العبارة إلى اللاتينية كـ cornuta esset facies sua «وجهه كان مقرنًا».
مع وجود سلطة كتابية واضحة، والراحة الإضافية المتمثلة في إعطاء موسى سمة بصرية فريدة وسهلة التحديد (وهو أمر يفتقر إليه أنبياء العهد القديم الآخرون بشكل ملحوظ)، ظل من المعتاد في الفن الغربي تصوير موسى بقرون صغيرة حتى بعد أن أدركت الترجمة الخاطئة عن طريق عصر النهضة. في هذا التصوير لموسى، شُخص الخطأ ولكن الفنان اختار وضع قرون من الضوء على رأس موسى للمساعدة في تحديد الهوية.

## سيمسونبرونين
تمثل نافورة سيمسونبرونين أو ينبوع شمشون القصة التوراتية عن قتل شمشون لأسد عثر عليه في Judges 14:5–20. وفقا لهذه الرواية، ولد شمشون لزوجين إسرائيليين عقيمين بشروط وهي إمتناع (شمشون) ووالدته عن شرب جميع الكحول وأن لا يحلق أو يقص شعره. بسبب التزامه بالعيش في ظل هذه الشروط، تمتع شمشون بقوة كبيرة. عندما كان شابًا، وقع في حب امرأة فلسطينية وقرر الزواج منها. في هذا الوقت، كان الفلسطينيون يحكمون الإسرائيليين، ويثير قرار شمشون بالزواج من أحدهم قلقًا كبيرًا بين عائلته. يطمئنهم ويسافر ليتزوج حبيبته. في الطريق، يهاجمه الأسد وبقوته المذهلة يقتل الأسد. لاحقًا، رأى أن النحل قد بنى قرص عسل في جسم الأسد. أستخدم هذا الحدث كأساس للغز ، والذي إذا لم يتم حله، يمنحه ذريعة لمهاجمة الفلسطينيين وقيادة تمرد فاشل. بُنيت النافورة عام 1544 بواسطة هانز جينج، على غرار نافورة شمشون في سولوتورن.

## نافورة زهرينجير
بُنيت زهرينجيربرونين في عام 1535 كنصب تذكاري لمؤسس برن، برشتولد فون زهرينجر . التمثال عبارة عن دب يرتدي درعًا كاملاً وشبل دب آخر عند قدميه. يمثل الدب الدب، وفقًا للأسطورة، أطلق بيرشتولد النار على شبه جزيرة آر بينما كان يبحث عن موقع لبناء مدينة.

## نافورة الغول
واحدة من أكثر التماثيل إثارة للاهتمام هي نافورة الغول (بيرنيز الألمانية: آكل الأطفال Fountain ولكن غالبًا ما تترجم Ogre Fountain) والتي تقع في كورنهاوسبلاتز . تم بناء النافورة في 1545-1546 في موقع نافورة خشبية من القرن الخامس عشر. يُعرف في الأصل باسم بلاتزبرونين (بالألمانية: Plaza Fountain)، ويعود الاسم الحالي إلى عام 1666. التمثال عملاق جالس أو غولة تبتلع طفلًا عارياً. يظهر العديد من الأطفال الآخرين في كيس عند قدمي الشخصية. هناك عدة تفسيرات لما يمثله التمثال؛ بما في ذلك أنه يهودي بقبعة يهودية أو الإله اليوناني كرونوس. ومع ذلك، فإن التفسير الأكثر ترجيحًا هو أن التمثال يمثل شخصية Fastnacht التي تخيف الأطفال الأشقياء.

## آنا سيلر برونين
تقع نافورة آنا سيلر في الطرف العلوي من زقاق السوق لتخليد ذكرى مؤسسة أول مستشفى في برن. تمثل آنا سيلر امرأة ترتدي ثوبًا أزرق اللون تصب الماء في طبق صغير. انها تقف على عمود جلب من البلدة الرومانية أفينتيكم (Avenches الحديثة). في 29 نوفمبر 1354 بكامل رغبتها طلبت من المدينة المساعدة في إنشاء مستشفى في بيتها وهي اليوم تقع في زقاق زيوغاو. كان المستشفى يحتوي في البداية على 13 سريرًا و 2 للمرافقين وكان من المقرر أن يكون نعجة سبيتال أو مستشفى دائم. عندما توفيت آنا حوالي عام 1360، غُيير اسم المستشفى إلى سيلر سبيتال. عام 1531 انتقل المستشفى إلى الدومينيكانية شارع موناستري دير سانت مايكلز في Insel (جزيرة سانت مايكل)، وكان يعرف آنذاك باسم انسلبيتال، التي لا تزال موجودة بعد أكثر من 650 عاما على تأسيس آنا سيلر لها. تضم انسلسبيتال الحديثة حوالي 6000 موظف وتعالج حوالي 220.000 فرد سنويًا.